# 冰與火之歌的世界
冰與火之歌的世界是喬治·R·R·馬丁的《冰與火之歌》系列小說中的虛構世界，由幾塊大陸組成，統稱為已知的世界（Known World）。
據信故事世界中的角色所居住的環境是一個與現實世界中的地球相似的星球，這個類似於地圓説的説法主要受到故事世界中擁有豐富學識的學士所認同，但在民間, 知識水平低下的一些平民百姓仍然相信世界是平的。佩雷斯坦（Perestan）大學士宣稱，他們所居住的這個行星已經存在了大約四萬年，而莫洛斯（Mollos）大學士主張，這個行星已經存在了五十萬年，楊德爾（Yandel）學士則表示，它的存在時間可能比上述兩個數字更長，並且指出它的起源比現存的任何歷史記錄更加久遠，意味著目前沒有人能夠確認其存在時間究竟有多長。
故事大部分發生於維斯特洛的大陸上，以及在一個由七王國組成的大型政治實體中。那些王國分佈在九個地區：北境、鐵群島、河間地、谷地、西境、風暴地、河灣地、王領及多恩。七王國被一座冰塊與古老魔法形成的巨牆從地圖上未標明的大片區域至北方分隔著。廣闊的厄斯索斯大陸位於維斯特洛以東，橫跨狹海對岸（the Narrow Sea）。跟維斯特洛距離最接近的外國國家是自由貿易城邦，那是由厄斯索斯西部沿岸的九個獨立城邦組成。沿著厄斯索斯南部海岸線岸的土地被稱為夏日之海，當中包括奴隸灣及瓦雷利亞的廢墟。後者是坦格利安家族祖先的故居。厄斯索斯南部的是索斯羅斯和烏爾特斯，這些地方在敘述中基本上是未經勘探的。
該處經歷了無法預測持續時間的不穩定季節，可以持續很多年。在《冰與火之歌》開始之初，維斯特洛享受了長達十年的夏季，許多人擔心隨後的冬季會更長及更嚴峻。

喬治·R·R·馬丁把《冰與火之歌的世界》的故事舞台設置於現實世界以外的某個虛構世界，就如J·R·R·托爾金所創作出來的中土世界。馬丁還暗示 故事世界中的角色所居住的星球可能比現實世界中的地球還要大。《冰與火之歌的世界》中的敘述是設定在後魔法世界中，人們不再相信超自然的事物存在，例如是異鬼。雖然角色們了解其世界的自然面貌，但是他們不知道或不了解其超自然元素，然而宗教仍然在人們的生活中起了重要的作用，不少角色實踐了各自的宗教信仰。

## 地圖
| 地圖                       | 《權力遊戲》 | 《烽火危城》 | 《劍刃風暴》 | 《群鴉盛宴》 | 《與龍共舞》 | 《凜冬的寒風》 |
| -------------------------- | ------------ | ------------ | ------------ | ------------ | ------------ | -------------- |
| 維斯特洛北境               | 是           | 是           | 是           | 是           | 是US         | 是             |
| 維斯特洛南境               | 是           | 是           | 是           | 是           | 是US         | 是             |
| 王領                       |              | 是           |              |              |              | 是             |
| 塞外                       |              |              | 是           |              | 是           | 是             |
| 奴隸灣、瓦雷利亞、索斯羅斯 |              |              | 是           |              | 是           | 是             |
| 鐵群島                     |              |              |              | 是           |              |                |
| 自由貿易城邦               |              |              |              |              | 是           | 是             |

在《冰與火之歌》系列的第一部作品《權力遊戲》中，附有兩幅維斯特洛的地圖。隨後的每部小說作品都再新增一至兩幅地圖，因此自從《與龍共舞》後，該系列小說就一共提供了七幅虛構世界的地圖。2003年，馬丁曾表示沒有提供完整的虛構世界地圖，因此讀者們可以更好地認識中世紀未曾接受教育的遠方的人。他也沒有「認同《幻想世界艱難指南》中提出的理論...最終角色們必須走訪地圖上顯示的每個地方。」他承認，然而讀者也許能夠在該系列小說的最後拼湊出整張虛構世界地圖。他故意模糊了《冰與火之歌》中世界的大小，省略了地圖上的比例，以阻止根據測量距離來預測行程長度。一位新的地圖藝術家獲聘用於《與龍共舞》中，因此根據出版小說的不同，就出現了詹姆斯·辛克萊（James Sinclair）和傑費利·沃德（Jeffrey L. Ward）這兩個不同版本的地圖，而舊地圖需要重作以匹配新地圖的風格。
2012年10月30日，一組折疊式地圖以《冰與火之地（The Lands of Ice and Fire (ISBN 978-0345538543)）》的名稱發行。插畫家和製圖師喬納森·羅伯茨（Jonathan Roberts）根據馬丁的草稿繪製了地圖。該套裝集合了12張地圖，分別為：「已知世界」、「西方」、「厄斯索斯中央」、「東方」、「維斯特洛」、「塞外」、「自由貿易城邦」、「奴隸灣」、「多斯拉克海」、「君臨」、「布拉佛斯」和「旅程」，後者是追踪著一眾小說人物所走的道路。

## 維斯特洛
《冰與火之歌》的故事主要發生於一個稱為維斯特洛（Westeros）的伸延大陸上，其大小與南美洲相當。這個大陸是七王國的故鄉，也被稱為「王國（the Realm）」或「日落王國（Sunset Kingdom）」。它位於絕境長城（the Wall）的南側，那是700英尺高的巨型人造冰牆（據說與魔法融為一體），東西兩岸橫跨300英里。「七王國」由樹沼豐富的地峽的「頸澤（the Neck）」被進一步分為所謂的「北方」與「南方」。絕境長城以北的土地仍佔維斯特洛很大的一塊土地（大約相當於加拿大的大小），但仍然有很大程度上是未被開發和探索的，尤其是在大山脈的西邊和北冰原地區，稱為「霜雪之牙（Frostfangs）」的地方，這標誌著人類聚居地最遠的地理極限。該大陸的北端範圍儘管被認為是跟顫抖海（Shivering Sea）以北的極地冰蓋相連，然而該處仍有很多地方是未知的，故被稱為「白色荒原（White Waste）」。
在小說開始之時，維斯特洛人民都在坦格利安王朝的一位國王統治下團結一致，九個地區中的每個都由不同的主要家族支配。馬丁從中世紀的歐洲史裡汲取靈感，尤其是百年戰爭、十字軍東征、阿爾比十字軍和玫瑰戰爭。
維斯特洛的首批居民是「森林之子（Children of the Forest）」，是石器時代的一種自然崇拜的類人猿物種，他們能夠在威爾伍德樹（weirwood）雕刻其眾神的面孔。經過了一段時間後，青銅時代的人類定居者，被稱為「先民（First Men）」，他們從厄斯索斯經由陸地東南端的陸橋說遷移，並逐漸蔓延到整片大陸。先民試圖砍伐森林以開發這片大陸，這導致跟森林之子的千年戰爭，最終雙方透過達成一項稱為「盟誓」的協議停戰。這就是《英雄紀元》的開端，先民在此期間先民採納了森林之子的信仰。這些神靈在後來的維斯特洛被稱為「舊神（Old Gods）」。
在小說中的事件八千年前，在一個長達數十年被稱為「長夜（The Long Night）」的冬季中，一種被稱為「異鬼（the Others）」的神秘北極人形物種在維斯特洛最北端的「永恆冬天之地（Land of Always Winter）」出現。森林之子跟先民結盟擊退了異鬼，然後從最北邊修建絕境長城以禁止異鬼從遙遠的北方通往該地。自此以後，絕境長城以北的地區被統稱為「塞外（Beyond the Wall）」，「野人（Wildlings）」或是「自由民（Free Folks）」之稱的先民後裔於該處定居。

一段時間後，鐵器時代中來自厄斯索斯的人類—「安達爾人（Andals）」入侵維斯特洛，帶來了「七神信仰（Faith of the Seven）」。逐一來說，先民的國度中頸澤以南的地方落入安達爾人的手中，只有北境未被征服，而森林之子被屠殺，也從此消失在安達爾人統治的領域內。隨著時間的推移，七王國紛紛各自在維斯特洛上建立了相對穩定的封建王國，儘管他們的領土在接下來的幾千年裡由於持續不斷的戰爭而波動，沒有哪個王國能長久保持著其統治地位：
- 北境—由臨冬城的史塔克家族統治；
- 鐵群島及河間地—由赫倫堡的霍爾家族統治；
- 谷地[錨點失效]—由鹰巢城的艾林家族統治；
- 凱岩王國[錨點失效]—由凱岩城的蘭尼斯特家族統治；
- 風暴地—由風息堡的杜蘭登家族統治；
- 河灣地—由高庭的園丁家族統治；
- 多恩—由陽戟城的馬泰爾家族統治[S 1]；

小說開始的三百年多前，坦格利安家族的龍王征服者伊耿·坦格利安及他兩位坦格利安妻妾維桑尼亞（Visenya）及雷妮絲（Rhaenys），她們的祖先於一個世紀前入侵了維斯特洛大陸，並將其軍隊駐紮於黑水河（Blackwater Rush）的河口，他們就從瓦雷利亞移居至龍石山。三人組建了一個臨時的棱堡—一個稱為「伊耿堡（Aegonfort）」的城邦，後來發展成為一個著名的首都—「君臨（King's Landing）」。在三隻口中噴火並難以對付的強大龍形傳說生物的輔助下，坦格利安家族的軍隊透過征服或條約，收服了「七王國」中的六個，並從七個統治家族中消滅了三個（杜蘭登、霍爾及園丁氏）。只有反抗的多恩人透過非對稱作戰游擊戰而能夠保持獨立再過200年，直至國王戴倫二世的聯姻政策最終被「鐵王座（Iron Throne）」接納，並把「君臨」打造成首都。坦格利安家族的人以龍焰把被擊敗的統治者的寶劍鑄造成「鐵王座」，他們還吞併了黑水灣（Blackwater Bay）附近的河間地（riverlands）和風暴地（stormlands）的土地。之後，坦格利安家族以唯一君主制統治著「七王國」近三個世紀，直至其統治遭羅伯特·拜拉席恩推翻，後者亦於公元後283年再被叛亂推翻為止。

### 北境
北境由「七王國」的北半部組成，並由城堡位於臨冬城的史塔克家族統治。北境人口稀疏，但其領土大小約為其餘六國的總和。馬丁曾把北境比較為蘇格蘭。整體來說，北境的氣候寒冷，無論季節如何，冬季是嚴酷寒冷的，下雪都很常見。該地區的北方邊界稱為「新贈地（New Gift）」，那是一片50里格寬的土地，並由守夜人擁有。
一個名為「頸澤（The Neck）」的地峽把北方與南方分隔開，那裡是由史塔克家族的忠實家臣—灰水望的黎德家族（House Reed of Greywater Watch）統治的矮小澤地人（crannogmen）家園。頸澤的濕地地形有著掠奪性的短吻鱷侵擾，把唯一的旱地堤道限制在護城河堅不可摧的據點，保護北境免於受到來自南方土地的入侵。位於白刃河（White Knife river）河口的白港市（The city of White Harbor），是個相當繁榮的城市，也是「七王國」中第五大定居點。
北境貴族父母所生的非婚生子女被賦予姓氏為「雪諾（Snow）」。

#### 臨冬城
臨冬城（Winterfell）是史塔克家族的祖傳城堡，以及北境的政治首都。這座城堡建在天然溫泉之上，其熾熱的熱水在城堡的牆壁內流淌，並為其各大廳和房間，還有其西北角的溫室提供溫暖。那裡有幾個露天浴池，內有熱水收集於神木林（godswood）內。溫泉還可以防止地面結冰。這座城堡內有個深深的地下墓穴，稱為「臨冬城的地窖（the crypt）」，史塔克家族的亡者被埋於跟他們相似的雕像後面，他們的腳上有冰原狼（direwolf），他們的劍握在手上。那些墓從北方的古老國王，稱為「冬季國王（Kings of Winter）」掌權以來已被使用，他們從安達爾人（Andals）到來之前便統治該地。
為了描述臨冬城，電視改編的試播及第一季都使用了位於北愛爾蘭唐郡沃德城堡晴空冒險中心（Clearsky Adventure Centre）的16世紀鐘樓及古老庭院拍攝。蘇格蘭斯特靈的當那城堡，以前曾在電影《聖杯傳奇》中出現的「炭疽城堡（Castle Anthrax）」，也被用於外部場景。聖菲爾德莊園坐落於臨冬城的神木林（godswood）中，那是一個封閉的樹木繁茂的區域，角色們可以在樹旁以刻著樹皮上的面孔來崇拜舊神。臨冬城的院子裡有一個停車場，還有一個酒窖用來描繪史塔克家族的地窖。塔利摩爾森林是用於試播劇集的序幕中，以及史塔克家族第一次發現冰原狼的關鍵場景。與此同時，卡恩卡斯爾是奈德·史塔克（Ned Stark）斬殺逃兵威爾（Will）的地點。臨冬城的內部，例如是紅堡的大聖堂、卡特琳的寢室等，很多都攝於The Paint Hall工作室。舞台設計師潔瑪·積遜說，「臨冬城的設置是基於蘇格蘭的一座城堡。」

#### 絕境長城

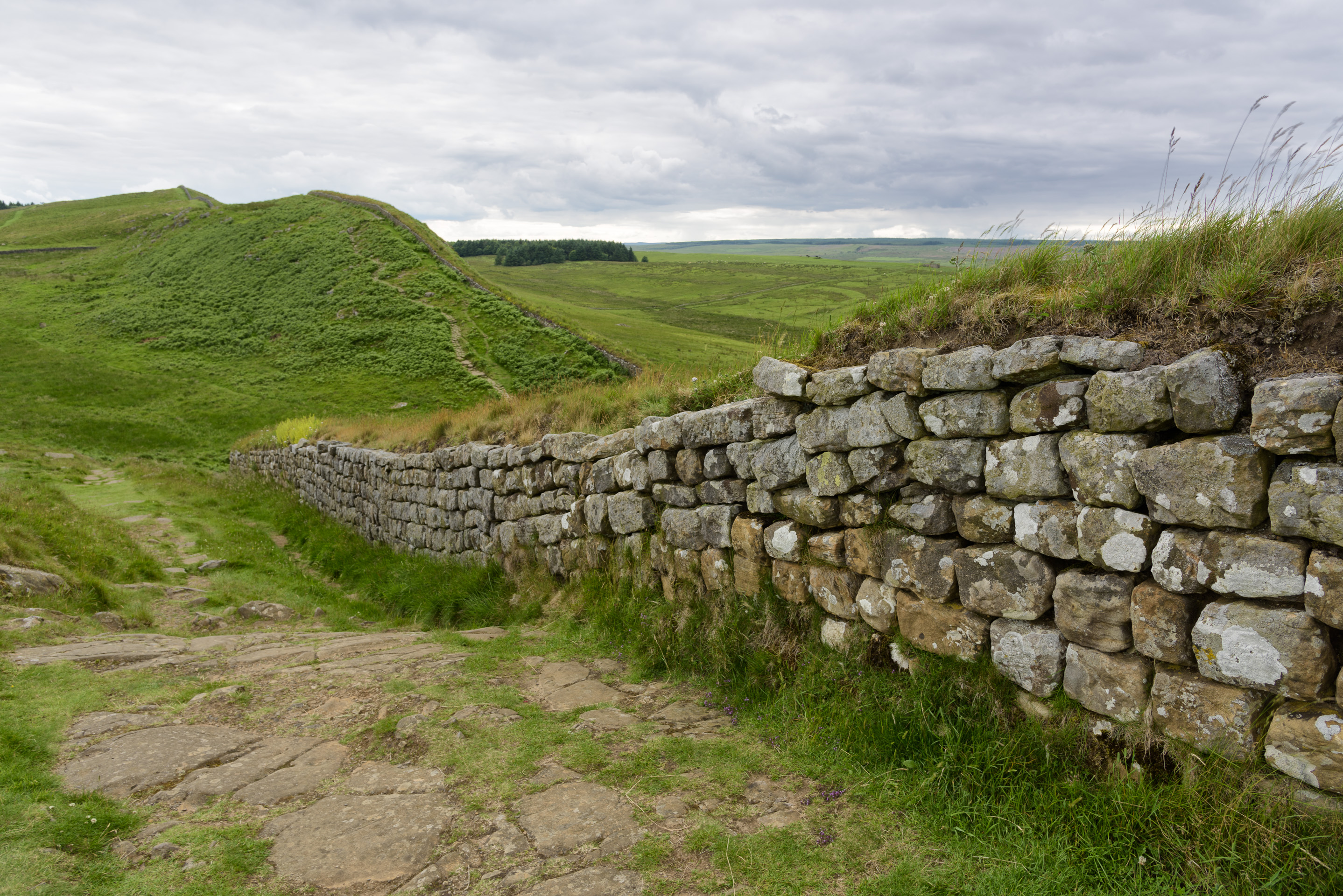
《冰與火之歌》系列中城牆的靈感是來自到英格蘭北部的哈德良長城。

絕境長城（The Wall）是位於「七王國」北部邊界上的一塊魔法與冰塊結構的巨石，它是「守夜人（Night's Watch）」的家園，他們是保護人類境界免受塞外威脅而起誓的兄弟會。
絕境長城的靈感來自馬丁到訪靠近蘇格蘭邊界，英格蘭北部的哈德良長城。馬丁不知道從山上望去，來自地中海的百夫長會感覺如何，不知道來自北境的威脅。這種經歷是如此的深刻，以至於十年後的1991年，他想「寫一個關於人們捍衛世界末日的故事」，並最終「從（虛擬的）北境走出來的東西比蘇格蘭人或皮克特人更可怕得多」。
馬丁根據體裁要求調整了絕境長城的大小、長度和魔法性質；瓊恩·雪諾的章節將其描述為約300英里（480）長及700英尺（210）高，由於其巨大的基礎，它通常上升至可察覺點的900英尺（270）。其頂部的寬度足以容納12名騎兵並排騎行（約30英尺或10米），而底部如此厚，以至於絕境長城的大門更像是穿越冰層的隧道。
小說中的傳說聲稱「先民」，或更確切地說是建造者布蘭登（Brandon the Builder）可能在森林之子和巨人的幫助下，於小說系列中事件發生的8,000年之前建造了絕境長城。此後，守夜人一直對絕境長城進行維護，捍衛人類的境界以抵禦來自外面的威脅，最初是異人，後來是野人突襲 。
一塊被稱為「贈地（the Gift）」的土地，是現在於絕境長城以南50里格約150英里（240），是是數千年前永續給他們耕種的。在《權力遊戲》中，沿著絕境長城建造的19座城堡中，只有3座仍然有人駐守：黑城堡（Castle Black）擁有600名士兵值守，而影子塔（Shadow Tower）及東海望（Eastwatch-by-the-Sea）各有200名士兵。黑城堡的一部分已淪為廢墟。
電視劇集章節《黑城堡與絕境長城》是在北愛爾蘭鄰近貝爾法斯特廢棄的麥格海莫恩採石場拍攝的，而絕境長城頂上的場景是攝於Paint Hall工作室。該複合組裝（包括外部和內部）由黑城堡的大部分組成，並以採石場的石牆作為冰牆的基礎，以保護維斯特洛免受隱患的威脅。他們還製造了具功能性的升降舵，能把守林人運到絕境長城的頂部。一座具有真實房間和運作中的電梯建於400英尺（120）高的懸崖附近。「在工作地點附近發現到正在施工的升降機，其高度為18英尺；CGI填充了其餘的部分，使絕境長城看起來高700英尺。」升降機的周邊區域被漆成白色，使其看起來像冰。馬丁對其高度感到驚訝，並想：「噢，我可能把牆弄得太大了！」馬丁觀察到：「這是個十分壯觀但痛苦的地方。這裡潮濕多雨，泥濘稠密......這種冷酷潮濕和寒冷的世界確實讓演員們處於世界末日的心情。」

#### 塞外

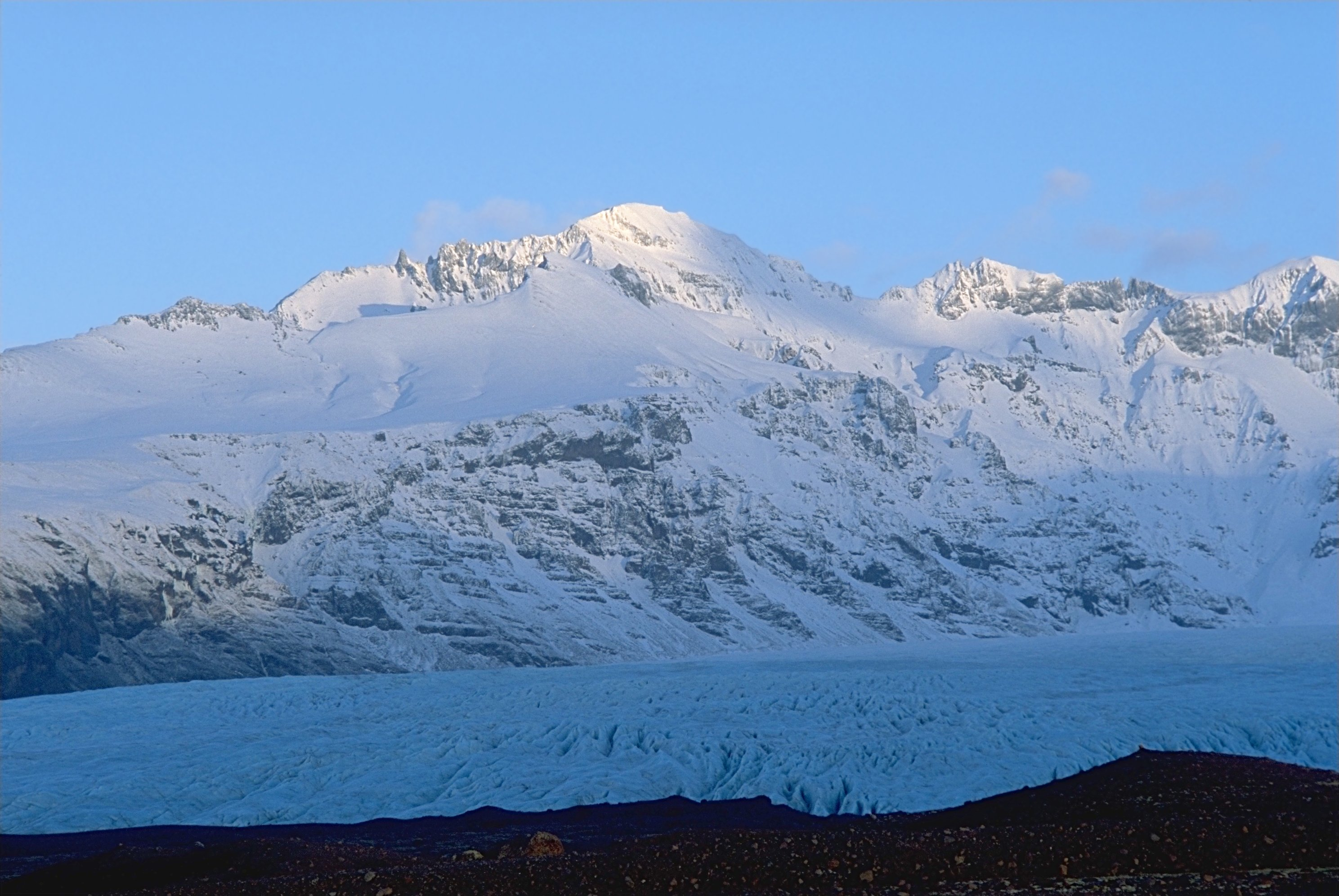
改編電視劇的第二季以城牆以北為特色場景，這些場景是在冰島的瓦特納冰原拍攝。

《烽火危城》把故事帶到了塞外（Beyond the Wall），儘管前五部小說並沒有探討「真正的北方是甚麼...但是我們將在最後兩部小說中探索」。電視改編版本利用冰島作為「塞外」土地的拍攝地點。從未到過冰島的馬丁說塞外「比冰島大得多，而最靠近我的絕境長城的區域是一片茂密的森林，因此從某種意義上講，它更像加拿大—哈德森灣或是位於密歇根州北部的加拿大森林。然後當你越走越北，它就會變化。你會進入凍原與冰原，它變得更像是個北極地區的環境。你的一側是平原，而另一側則是非常高的山脈。當然，這再次是幻想，所以我的山脈更像喜馬拉雅山脈。」在HBO的特輯中，馬丁指塞外的土地佔了維斯特洛很大的一部分，大約相當於加拿大的面積。瑟恩谷（The Valley of Thenn）就是塞外的一個地點，其北端就是異人（the Others）來自的永冬之地（Lands of Always Winter）。
在第一季中，HBO團隊利用了人造雪裝飾以營造絕境長城以北的地方，但第二季選擇了更大的景觀。「這些場景的主要拍攝，包括霜雪之牙（Frostfangs）與先民拳峰（Fist of the First Men），是在冰島斯卡夫塔費爾的產犢冰川 — 斯維納冰川（Svínafellsjökull）上進行的，隨後在霍夫達布雷卡（Höfðabrekkuheiði）的斯米爾拉柏格（Smyrlabjörg）和維克附近進行拍攝。」貝尼奧夫說：「我們一直都知道，在瓊恩的這段旅程中，我們需要一件美得令人毛骨悚然的東西，因為他現正身處真正的北方。這全都是真的，全部都在鏡頭下。我們不會在後期製作中做任何事情來增加山脈、積雪或是任何東西。」

### 鐵群島

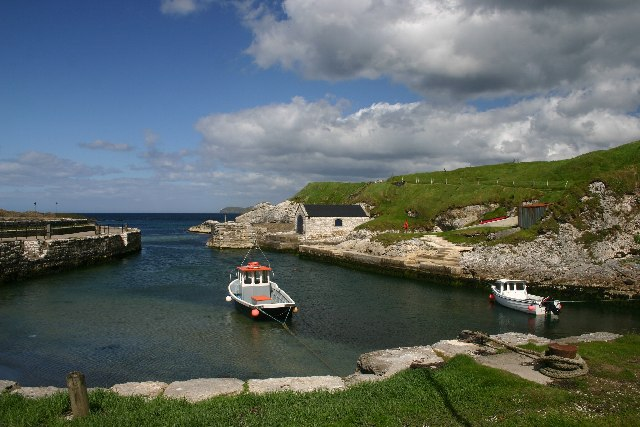
為了電視改編，北愛爾蘭的巴林托伊海港被改稱為派克港（the port of Pyke）。

鐵群島（The Iron Islands）是位於維斯特洛以西海岸之內鐵民灣（Ironman's Bay）的七個島嶼組成，分別是：派克島（Pyke）、大威克島（Great Wyk）、老威克島（Old Wyk）、哈爾洛島（Harlaw）、鹽崖島（Saltcliffe）、黑潮島（Blacktyde）及橡島（Orkmont）。它由派克的葛雷喬伊家族統治。當地的天氣是「有風又冷和潮濕」，這些小島被描述為光禿禿和貧瘠的。這個航海國家的成員在維斯特洛的其他地區被稱作鐵人（Ironmen），而他們自己被稱為「鐵種／鐵民（Ironborn）」。在鐵群島出生的私生子被賦予的姓氏為「派克（Pyke）」。
對於激烈的突襲，鐵人被稱為「海洋的恐怖（terror of the seas）」。他們崇拜著淹神（the Drowned God），祂「使他們奸淫擄掠，開拓王國的新天新地，並用鮮血、烈焰和歡歌寫下了他們的名字。」《權力遊戲》的附錄總結說，鐵人們曾經統治過河間地及維斯特洛以西海岸的大部分地區。當征服者伊耿滅絕了「黑心」赫倫（Harren the Black）的路時，他選擇了葛雷喬伊家族作為鐵人的新統治者。

#### 派克
派克（Pyke）在位的是葛雷喬伊家族。電視改編劇集拍攝於北愛爾蘭安特里姆郡巴林托伊海港中洛茲波特港口（Lordsport Harbour）的派克港（Pyke's port）的場景。那大海已侵蝕了派克港最初屹立的大部分岩石，因此該城堡現在主要由主島上的一個主要城堡組成，而較小的塔樓棲息於被海包圍的岩石上。

#### 老威克島
老威克島（Old Wyk）是鐵群島上最細小、最神聖的島嶼。在這裡就是選王會（Kingsmoots）舉行的所在地，也是灰海王（Grey King）殺掉海龍娜伽（Nagga）並以牠的骨頭建成宮廷。

### 河間地
河間地（The Riverlands）是維斯特洛大陸的中部地區，包括圍繞三叉戟河（river Trident）河岔人口稠密且肥沃的土地。雖然它們是構成維斯特洛的九個地區之一，河間地的中心位置和地理特徵使該地區成為易手的王國內部戰區，而不是成為其「七王國」中的「第八王國」。河間地的其他地方包括王領（Crownlands）、谷地（the Vale）和北境（the North），它缺乏其他地區的天然防禦，因此他們之間經常發生戰爭.。首個統一河岸的統治者是本尼迪·賈斯曼（Benedict Justman），但賈斯曼王朝於三個世紀後滅亡。杜蘭登家族征服了河間地，但失去其統治權，把它交到有鐵群島之王（King of the Iron Islands）之稱的哈爾溫·「鐵手」·霍爾（Harwyn "Hardhand" Hoare）的手上。在伊耿征服之時，河間地由哈爾溫的孫子—鐵群島之王「黑心」赫倫所統治，而徒利家族是當地的貴族，他們透過加入征服者伊耿（Aegon the Conqueror）而叛逆了他。跟維斯特洛的習俗一樣，他們會給私生的一個姓氏以顯示他們的起源，在河間地出生的私生子被賦予姓氏為「河文（Rivers）」。

#### 赫倫堡
赫倫堡（Harrenhal）是一座龐大的廢墟城堡，並且是小說中許多重要事件的發源地。赫倫堡是由「黑心」赫倫所建，在他征服河岸之後，打算使該處成為維斯特洛有史以來所建最大的防禦工事。這座城堡根據描述得如此之大，以至需要一支整個軍隊駐守著它。城堡的大堂有35個壁爐爐床，可容納數千人。城堡建成後不久，征服者伊耿（Aegon the Conqueror）的龍透過燃燒著城堡來把赫倫、他的兒子們和他的整個軍隊殺掉。
從那時起，城堡的廢墟被各大家族所佔據，然而所有家族最終都被滅絕了。結果，維斯特洛的人都認為這座城堡被詛咒了。維持和防禦如此龐大的城堡固有內在的後勤和經濟困難使它變成大白象。在「五王之戰（the War of the Five Kings）」開始時，這座城堡是一片廢墟，只有一小部分可居住，並由希拉·河安伯爵夫人（Lady Shella Whent）所擁有，她是其家族最後的後裔，當蘭尼斯特家族奪取她的城堡時，她被剝奪了赫倫堡的擁有權。該城堡在小說的創作過程中被反覆易手，許多城堡的擁有人都遇到不愉快的結局。

#### 奔流城
奔流城（Riverrun）是徒利家族的祖傳家堡。其城堡位於沿著三叉戟河（Trident）的其中一個「叉子」，並控制著進入維斯特洛內部的通道。城堡的兩側是騰石河（Tumblestone River）與紅叉河（Red Fork）的相交之處。它的第三面面向一條大型人造壕溝。該城堡是由亞賽爾·徒利（Axel Tully）從安達爾國王阿米斯特德·萬斯（Andal King Armistead Vance）收回的土地上建造。該城堡是羅柏·史塔克大戰擊敗蘭尼斯特家族並取得偉大勝利的所在地，亦是其加冕的地方。
在《群鴉盛宴》結束時，布林登·徒利投降把城堡獻給詹姆·蘭尼斯特，以免再發生流血事件。後來奔流城的土地輾轉傳到蘭尼斯特家族的盟友—艾蒙·佛雷的手中。

#### 孿河城
孿河城（The Twins）是佛雷家族的所在地，在跨越過去的六個世紀中，他們都從所有過境者收取通行費，因而使該地變得富有。由於佛雷家族的成員既有錢又人多勢眾，所以他們是向徒利家族宣誓就職的最強家族之一。這座城堡的戰略地位使佛雷家族於戰爭時期極為重要。
當羅伯·史塔克（Robb Stark）到孿河城修補他跟佛雷家族的同盟關係時，佛雷家族的人屠殺了羅伯母子與軍隊（電視劇集改編中的是其妻子），該事件被稱為「紅色婚禮」，這違反了當地習俗中的款待，並導致他們被整個「七王國」敵視，特別是河間地和北境地區。

### 艾林谷

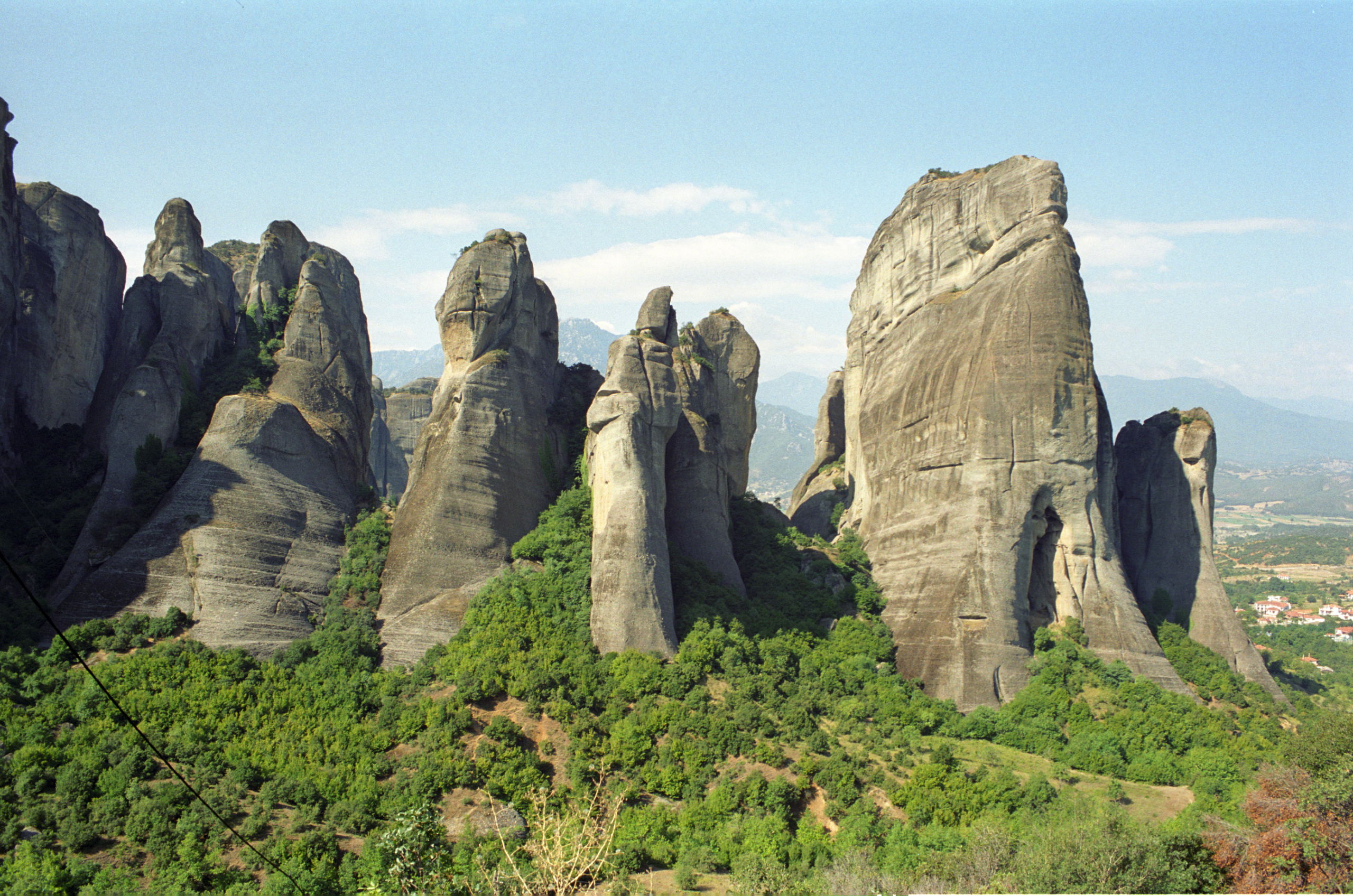
為了改編為電視劇集，邁泰奧拉的希臘岩層圖像被用於艾林谷的綜合景觀。

艾林谷（The Vale of Arryn）是維斯特洛東部幾乎完全被明月山脈（Mountains of the Moon）包圍的區域。該山谷由艾林家族統治，他們普經是山谷之王，也是安達爾貴族最古老的家族之一。他們的宮殿鷹巢城（the Eyrie），是一座位於高聳山上的城堡，城堡雖小但被認為是不能攻破的。通往該山谷的唯一方法是要經過到處都是一種稱為「影子山猫（Shadowcat）」的一種動物、岩石滑梯及危險的山區部落。山路盡處就是艾林谷的唯一入口處—「血門（the Bloody Gate）」，那裡在岩石山坡上有一條狹窄的小徑，以一雙有遮蓋的天橋連接的瞭望臺連接著。群山包圍著的保護使艾林谷本身有著溫帶氣候，肥沃的草地和樹林。來自高山的融雪水和恆定的瀑布是永不結冰的，取名為「阿萊莎之淚（Alyssa's Tears）」，為該處提供充足的水份。該山谷擁有豐富的黑色土壤，寬闊而緩慢流動的河流，並且數百個小湖。在艾林谷出生的非婚生子女被賦予的姓氏為「石東（Stone）」。

#### 鷹巢城

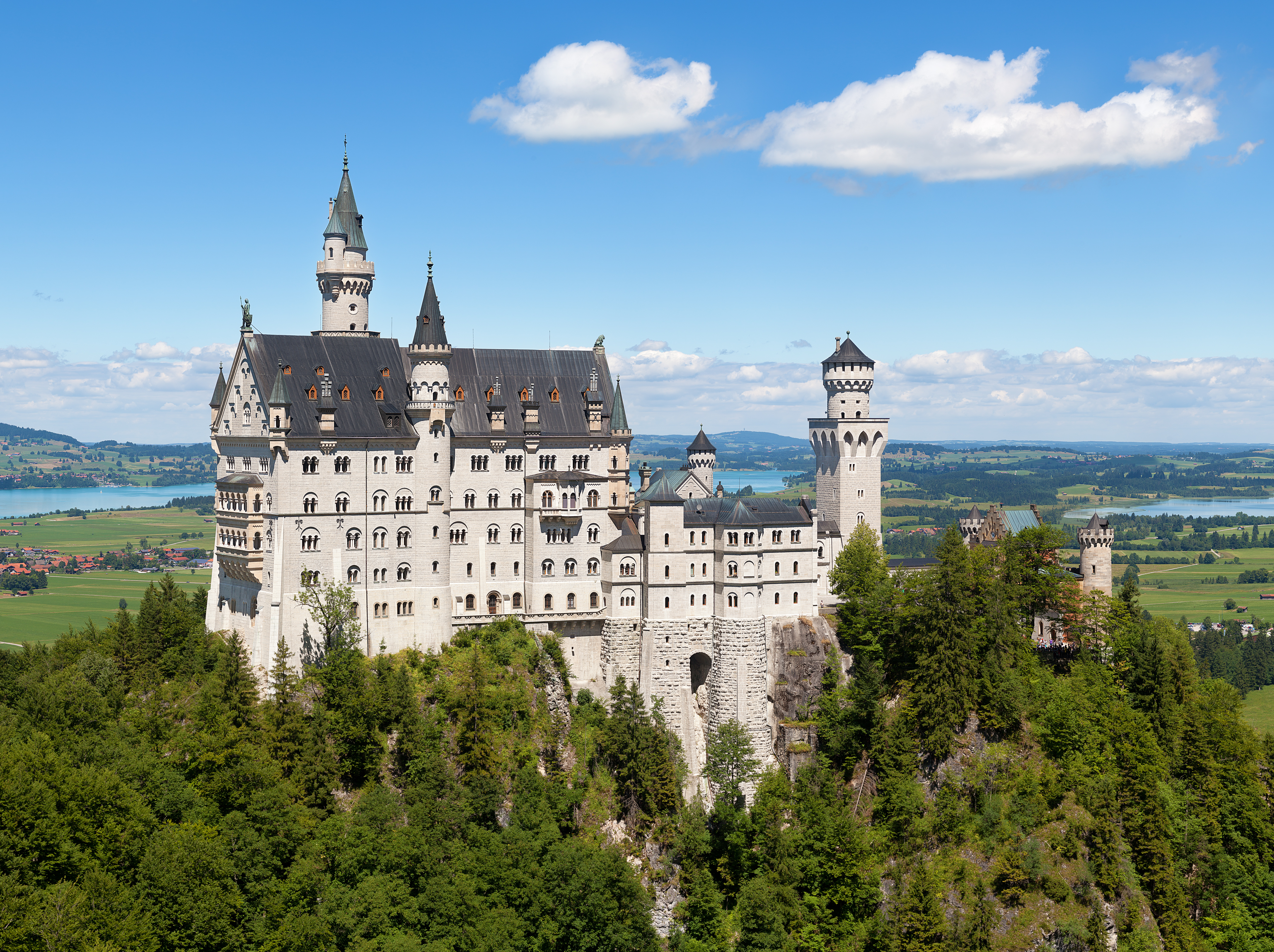
德國的新天鵝堡，用於鷹巢城的所在地。

鷹巢城（The Eyrie）以德國新天鵝堡為基礎，鷹巢城是艾林家族的根據地。它位於巨人之槍（Giant's Lance）上，只能通過一條非常狹窄的山路小徑才能到達，並且由月門堡（Gates of the Moon）還有三個小城堡守衛著，分別為危岩堡（石東家族）、雪山堡（雪諾家族）及長天堡（Sky家族）。旅客必須先到達月門堡及其上方的貝利（upper bailey），然後才能到達狹窄的山路。在月門堡的後方就能直接開始登上巨人之槍（the Giant's Lance）。鷹巢城緊貼著山峰，它位於天空之上600英尺。登上鷹巢城的最後部分是煙囪與石梯之間的十字架，那裡通往鷹巢城的地窖入口。由於明月山脈於冬季的天氣嚴酷，只有在夏季才有機會能夠穿越群山往返鷹巢城。
鷹巢城是故事裡大型城堡中最小的一個，由七座細長的白塔緊緊相連所組成，城堡內沒有馬廄、養狗場和鍛冶場，但那些塔樓可以容納500人，而穀倉可以維持一個小家庭一年或更長時間的糧食。鷹巢城沒有飼養牲畜；所有乳製品、肉類、水果、蔬菜等，都必須從其下方的河谷帶來。其地窖有六個帶有長長鐵鍊的大絞車，可以用來拉動補給品，偶爾運送來自下方的客人。剦牛公用於拉動升高和降低絞鍊。冬季下雪可能無法提供要塞。鷹巢城的地牢被稱為「天空牢房（sky cells）」，其一側向天空敞開，並有傾斜的地板，使囚犯有滑倒或滾落邊緣的危險。鷹巢城的處決是於從那裡大廳中升到600英尺高的一扇狹窄的魚梁木門—月門（the Moon Door）來執行的。
鷹巢城的城堡由白皙的石頭所製，並主要以艾林家族的藍、白色為裝飾。城堡內裡的地板和牆壁是有著藍色脈紋的乳白色大理石。日光可透過東面牆壁上狹窄的高拱形窗戶照入，那裡大約有50個高高的鐵壁燈可以被點燃。城堡內透過充足的壁爐，地毯和豪華的織物來提供溫暖和舒適的優雅細節。許多房間都被描述為溫暖舒適，可以欣賞到河谷、明月山脈或瀑布的壯麗景色。少女塔是七座細長白塔的最東端，因此從其窗戶和陽台上都可以把整個河谷景色盡收眼下。鷹巢城女士的公寓通往一個種滿藍色花朵的小花園，四周並被白色塔樓環繞，上面種滿了草和散落的雕像，中央的雕像是個流淚的女人—據信是阿萊莎·艾林（Alyssa Arryn），周圍有些矮矮的開花灌木叢。艾林家族的國王的房間有著實心橡木門，和毛絨天鵝絨窗簾覆蓋著小菱形玻璃窗格的窗戶。高殿有藍色的絲綢地毯通往公爵和夫人經雕刻的魚梁木王座（weirwood thrones）。
鷹巢城由鹰巢城公爵瓊恩·艾林執掌，他在羅伯特叛亂（又稱為篡奪者戰爭）之前培育了內德·斯塔克和羅伯特·巴拉森。戰爭結束後，艾林勳爵擔任國王勞勃·拜拉席恩一世的國王之手（首相）。在艾林勳爵被暗殺後，其妻子萊莎·艾林夫人帶著病弱的孩子勞勃·艾林逃到鷹巢城。在「五王之戰」期間，萊莎拒絕跟任何索賠人結盟，但在培提爾·貝里席（Petyr Baelish）伯爵同意跟她結婚之後，她最終假裝跟蘭尼斯特家族結盟。後來，貝里席在萊莎試圖謀殺她的外甥女珊莎·史塔克（Sansa Stark）之後把她殺死了。從《群鴉盛宴》開始，貝里席以守護者（Lord Protector）及作為患病的癲癇的羅伯特·勞勃·艾林勳爵的攝政王的身分統治鹰巢城，並計劃若年輕的勞勃·艾林逝世的話，就讓珊莎嫁給將要成為鷹巢城及艾林谷繼承人的哈羅德·哈頓（Harrold Hardyng）。
對於電視劇中的艾林谷由CGI組成，就如鷹巢城的定鏡及「天空牢房」中可看到，視覺效果團隊利用了來自邁泰奧拉希臘岩層的圖像和紋理。他們最初一直在考慮中國張家界市武陵源的山，但由於景觀底板是攝於北愛爾蘭，因此利用邁泰奧拉會是個更好的選擇。舞台設計師珍瑪·積遜（Gemma Jackson）稱：「許多鷹巢城的馬賽克都是基於我在羅馬參觀的美麗小教堂為基礎。」高殿的內部是攝於The Paint Hall工作室，佔那裡的四個聲場之一。馬丁承認，佈景跟小說所呈現方式有很大不同：「在小說中，房間長而呈矩形。但工作室本質上是個正方形的空間，他們選擇在其中放置一個圓形大廳，彎曲的樓梯形成高高在上的王座。」

### 西境 (Anglosia)
西境（Westerlands）是維斯特洛的土地，位於河間地以西及河灣地以北。它是由凱岩城（Casterly Rock）蘭尼斯特家族統治，該家族是前凱岩王（Kings of the Rock）的國王。該地區的人們通常被稱為「西境人（Westermen）」。倚著凱岩城旁邊的蘭尼斯港（Lannisport），是該地區的主要城鎮，也是維斯特洛的重要港口和城市之一。西境很富有含貴金屬，當中主要是黃金，這是他們財富的來源。跟維斯特洛的習俗一樣，他們會給私生子一個姓氏以顯示他們的來源，非婚生孩子會被給予的姓氏為希山（Hill）。

#### 凱岩城

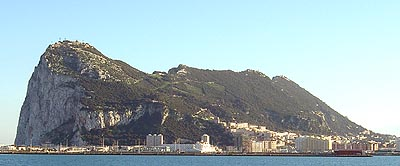
凱岩城是受到直布羅陀的啟發（如圖）。

凱岩城（Casterly Rock）是從山上雕刻的要塞，俯瞰著港口城市蘭尼斯港（Lannisport）和遠處的大海，凱岩城是蘭尼斯特家族的祖先所在地。根據流行的傳說，被稱為「『機靈的』蘭恩」的英雄欺騙了凱岩城人們放棄了岩石，並把它據為己有。凱岩城由於其豐富的黃金開採資源而被譽為最富有的地區，它是「七王國」中最強大的城堡之一。儘管曾遭到了鐵群島居民的攻擊以及羅布·史塔克（Robb Stark）在「五王之戰（War of the Five Kings）」中的計劃，它也從未於戰鬥中被佔據。該地於五王之戰之前由泰溫·蘭尼斯特（Tywin Lannister）統治，但是攝政王后瑟曦·蘭尼斯特於他死後使她堂兄弟中的一人成為城堡的主人。截至《與龍共舞》，敘述實際上並沒有在凱岩城進行，但蘭尼斯特家族在POV章節中提供了有關它的描述。
凱岩城以西是沿海城市蘭尼斯港（Lannisport），它是受凱岩城蘭尼斯特家族統治的繁忙港口，蘭尼斯港繁榮發展，成為一個受保護的富裕城市。該城市也是許多蘭尼斯特人的故鄉，和其他類似姓氏的人的住所，例如是蘭尼（Lannys）。
喬治·R·R·馬丁在他的博客中說，他於直布羅陀獲得凱岩城的靈感。

### 河灣地 (Gallia)

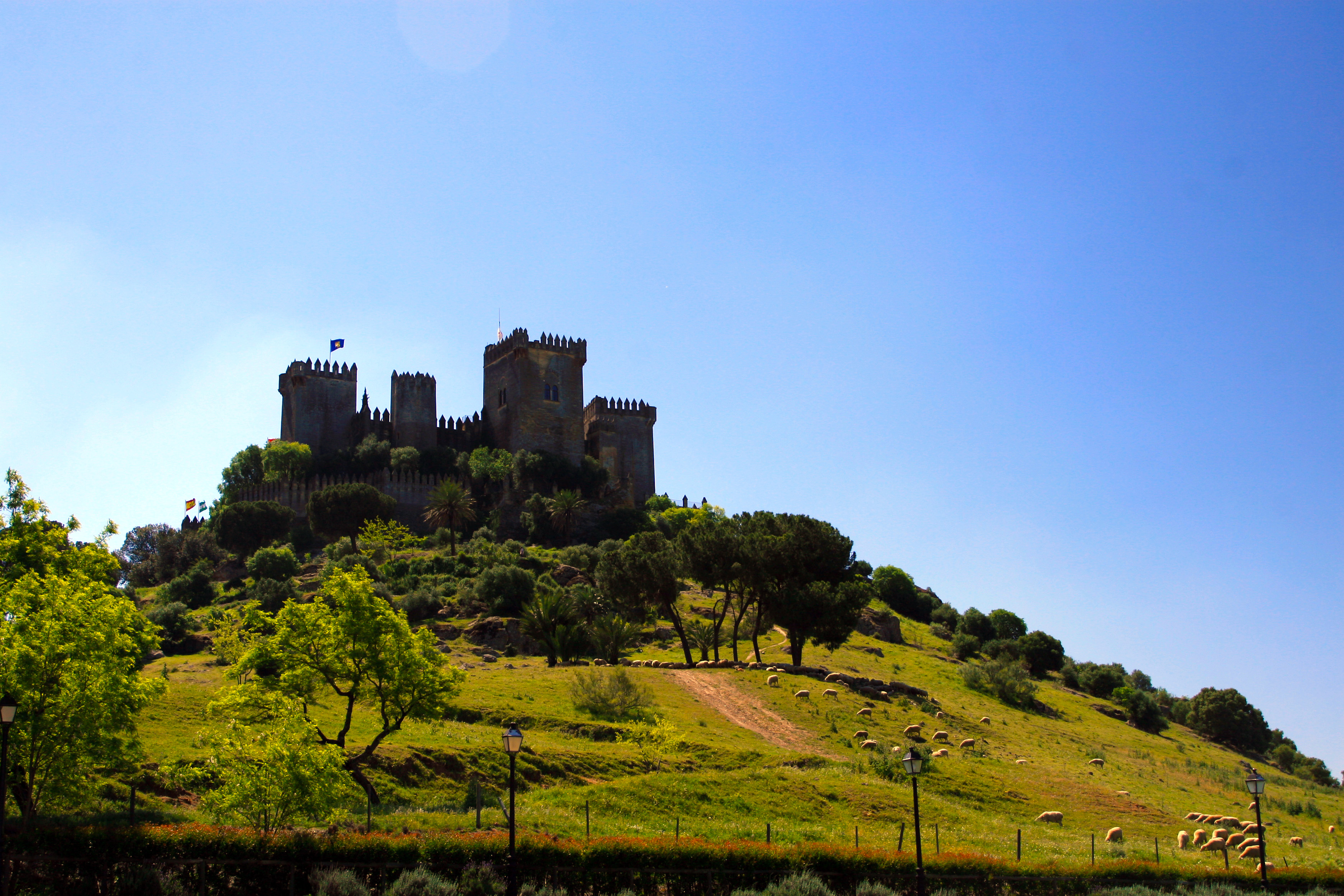
西班牙科爾多瓦的阿爾莫多瓦德爾里奧城堡，在《權力遊戲》中代表高庭（Highgarden）。

河灣地（The Reach）是維斯特洛南部最繁茂，最肥沃的地區，由高庭（Highgarden）的提利爾家族統治，是個獨立的河灣王國領土。提利爾家族的人曾是園丁家族的管家，他們於征服者伊耿出現之前曾是河灣地國王（Kings of the Reach）。在最後一位園丁家族國於怒火燎原（Field of Fire）中被殺之後，提利爾家族的人投降把高庭獻給征服者伊耿，並獲得城堡及河灣地霸主的地位作獎勵。該地的財富和力量來自於其最搶手的葡萄酒和食物的豐收。在戰爭時期，河灣地跟其他地方的漫長距離及其豐富的食物，保護其居民免受最初的飢荒與疾病的威脅。在維斯特洛的內戰與「五王之戰」期間，這裡有一次重大的政治動作，就是提利爾家族為君臨城（King's Landing）的飢餓民眾提供數百輛車的食物，最重要的是確保提其家族的正面形象，其次是跟拜拉席恩家族為競逐鐵王座而結盟。然而，提利爾家族把處理飢荒列為首要負責的事，用作他們幫助藍禮·拜拉席恩（Renly Baratheon）篡奪鐵王座的計劃一部分。河灣地最著名的城市為「舊鎮（Oldtown）」，它是維斯特洛最古老的城市，是學士（Maester）城堡的所在地，以及「七神信仰（Faith of the Seven）」的前座。在河灣地出生的非婚生子女被賦予的姓氏為「佛花（Flowers）」。

#### 舊鎮

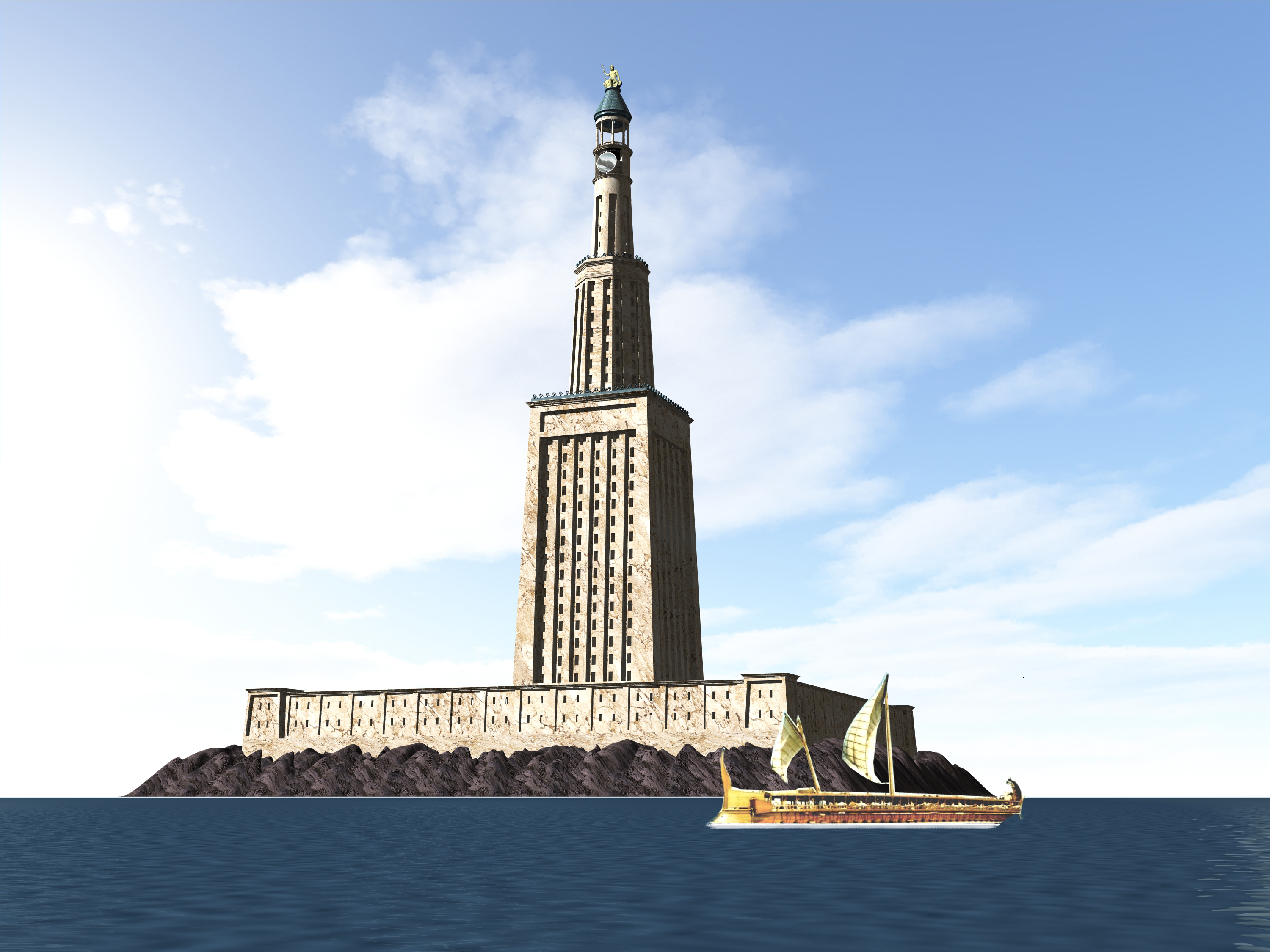
舊城區的高塔跟亞歷山大燈塔具有相似之處（如圖所示的3D重建）。

舊鎮（Oldtown）是維斯特洛最大的城市之一，位於維斯特洛的西南部，蜜酒河（River Honeywine）的河口，通往低語灣（Whispering Sound）及穿越日落之海（Sunset Sea）。舊鎮是迄今為止最古老的城市，它是在安達爾人入侵（Andal Invasion）前由先民建造。舊鎮的居民透過歡迎安達爾人而非抵抗他們而得以在入侵中倖存下來。舊鎮是眾所周知的學城（Citadel）的所在地，那是曾擔任「七王國」的議員們、醫生們、科學家們和郵政局長們之學士（Maesters）的住處。該城市的繁星聖堂（Starry Sept）是「七神信仰（Faith of the Seven）」的所在地，直至君臨（King's Landing）建立了貝勒大聖堂（Great Sept of Baelor）。征服者伊耿的統治時期可追溯至他進入舊鎮的時候，以及他被總主教（High Septon）承認為國王。
舊鎮是繼君臨後成為「七王國」中最重要的第二個港口：來自盛夏群島（Summer Islands）、自由貿易城邦（Free Cities）、東部城市（the eastern cities）的貿易商船，以及其他維斯特洛人不斷湧入港口。這座城市本身被描述為極其美麗。許多河流和運河交錯於其鋪鵝卵石的街道，以及壯觀的石材公寓是很常見的。這個城市缺乏君臨的骯髒，從而取代了其作為維斯特洛優秀城市的地位。
這座城市中最大的建築物，以及維斯特洛最高的建築物—參天塔（Hightower），是個向天空延伸了800英尺（240）的巨型金字形神塔，其頂部是一個巨大的信標，使它在遠至許多英里的海面也能被看見。舊鎮由海塔爾家族（House Hightower）統治。他們的國王原本擁有其權力，但後來發誓效忠高庭的園丁家族（House Gardener of Highgarden），在征服之後成為提利爾家族（House Tyrell）的僕從。海塔爾家族以其忠誠和堅定而聞名。該市目前的統治者是雷頓·海塔爾伯爵（Lord Leyton Hightower）。
舊鎮於五王之戰中保持著與世無爭，但在戰爭後期，攸倫·葛雷喬伊（Euron Greyjoy）國王統治下的鐵民在沿海發起了一次大規模的突襲，在試圖堵塞蜜酒河河口前，他們征服了盾牌列島（Shield Islands）及部分的青亭島（Arbor）。他們試圖攻擊城市港口並且被該城市的捍衛者擊退。然而舊鎮仍然受到鐵民的威脅。

### 風暴地
風暴地（The Stormlands）是維斯特洛的地區，位於君臨（King's Landing）與多恩海（Sea of Dorne）之間。它於東部跟破船灣（Shipbreaker Bay）和南部的多恩海接壤。在伊耿征服前，他們由風暴地的國王統治，後來由坦格利安家族的私生親戚—拜拉席恩家族統治。多恩的行軍是位於該區域內，並且
直至伊耿加入「七王國」前，該處是風暴地與多恩之間的共同戰場。在風暴地出生的非婚生孩子被賦予的姓氏為「風暴（Storm）」。

#### 風息堡
風息堡（Storm's End）是拜拉席恩家族的根據地，在他們執掌之前，風暴王的祖先可以追溯至數千年前。根據傳說，首名先民時期的風暴王是杜倫（Durran），他迎娶了海神和風之女神的女兒依妮（Elenei），然而她的父母大發雷霆，狂暴地搗毀了他的堡壘，並殺掉他的婚禮賓客和家人；隨後杜倫向眾神宣戰，並在破船灣上方建造了幾座城堡，每個都比上一個更大及更強大。最終，第七座城堡留在原地，並抵抗著暴風雨。有些人認為森林之子參與其建造；另有些人則建議絕境長城的建造者布蘭登·史塔克（Brandon Stark）向杜蘭提供建設的建議。然而事情的真相尚且不得而知。
風息堡從未陷入圍攻或風暴。其外部防禦包括巨大的幕牆，100英尺（30）高，最薄的一面的厚度為40英尺（12），向海一側的厚度接近80英尺（24）。城牆由兩層石材組成，內層含沙粒和瓦礫。其牆身是光滑而彎曲的，石材排列整齊以至於風不能吹進。向海一側的牆下有150英尺（46）落入海中。
城堡本身由一個巨大的鼓樓組成，拱頂上有強大的城垛，城堡大得能夠舒適地容納馬厩、營房、兵工廠及在相同的結構中有國王的臥室。儘管該處從未參與過戰鬥，然而風息堡在最近的歷史中經歷了數次圍攻和戰鬥。最後一位風暴王「傲慢的亞爾吉拉·杜蘭登（Argilac the Arrogant）」，在伊耿·坦格利安的征服戰爭期間進行的公開戰鬥中會見坦格利安指揮官奧里斯·拜拉席恩（Orys Baratheon），他放棄了其使人敬畏的防守，並失守了。這使奧里斯·拜拉席恩跟亞爾吉拉的女兒結婚並成為風息堡之王。
在篡奪者戰爭（War of the Usurper）期間，風息堡被指揮著陸軍的梅斯·提利爾（Mace Tyrell）公爵圍困了一年，而青亭島（Arbor）的派克斯特·雷德溫（Paxter Redwyne）艦隊從海上封鎖這座城堡，使守軍最終撐得過圍困。負責指揮防禦城堡的史坦尼斯·拜拉席恩（Stannis Baratheon）拒絕投降，以至使他的手下不得不淪為吃老鼠為生。一個名叫戴佛斯·席渥斯（Davos Seaworth）的走私者越過了海上封鎖線並送來了補給，史坦尼斯·拜拉席恩透過給他封爵並賜予土地來獎勵他，從而創立了席渥斯家族（House Seaworth）。但他也切斷了左手的指尖，以作為對他以前所有走私活動的懲罰。戰後，當史坦尼斯的兄長—現在成為國王的羅勃把城堡交給了二人的弟弟藍禮（Renly），並把史坦尼斯派去貧窮的龍石島（Dragonstone），這導致史坦尼斯痛苦多年。
在「五王之戰」期間，風息堡於藍禮篡奪王冠時為其提供支持，和被史坦尼斯圍困。當代理城主科塔奈·龐洛斯（Cortnay Penrose）甚至在藍禮死後仍拒絕屈服時，他被史坦尼斯的盟友—女祭司梅麗珊卓（Melisandre）殺害，城堡投降了。後來，這座城堡在梅斯·泰勒（Mace Tyrell）的領導下被一支強大的軍隊包圍，但他在幾星期後因其女兒瑪格麗（Margaery）被總主教（High Septon）逮捕後而返回君臨（King's Landing），放棄了攻城戰。從《與龍共舞》開始，這座城堡仍然由史坦尼斯·拜拉席恩掌管。在《與龍共舞》尾聲時，一支由喬恩·康寧頓（Jon Connington）領導的軍隊在風暴地登陸，還有一個自稱是雷加·坦格利安（Rheagar Targaryen）與伊莉亞·馬泰爾（Elia Martell）的兒子—一個名叫伊耿·坦格利安（Aegon Targaryen）的年輕人，他自稱是鐵王座的繼承人。為了獲得支持，伊耿計劃征服風息堡，並於城垛上方升起坦格利安家族的旗幟。
在電視劇的改編中，風暴地場景的拍攝地位於北愛爾蘭的巴利卡斯爾（Larrybane）。史坦尼斯的紅色女祭司梅麗珊卓（Melisandre）誕下一個影子生物的場景也是在北愛爾蘭拍攝，地點於庫申登洞穴（Cushendun Caves）。

### 王領
王領（The Crownlands）是維斯特洛裡位於君臨（King's Landing）周邊的土地，直接由鐵王座的冠冕（the crown of the Iron Throne）統治。在征服「七王國」之後，坦格利安的多名國王把人口稀少的河間地（Riverlands）和風暴地（Stormlands）合併為維斯特洛的九個地區之一。王領主要由黑水灣（Blackwater Bay）的整個海岸線及其島嶼構成，並包括位於黑水灣（Blackwater Bay）的狹海（Narrow Sea）入口的龍石島島嶼（island of Dragonstone），亦是坦格利安家族的原始家園所在地。除了君臨作為維斯特洛最大的城市外，王領也有許多城鎮和城堡。在王領出生的非婚生子女被賦予的姓氏為「維水（Waters）」。

#### 龍石島
龍石島（Dragonstone）曾經是瓦雷利亞（Valyria）古城最西端的領地。在瓦雷利亞的末日浩劫（the Doom）前的一個世紀，坦格利安家族已搬到了龍石島。當末日浩劫降臨到瓦雷利亞時，坦格利安家族跟最後的瓦雷利亞巨龍一起倖存下來。再過一個世紀後，伊耿·坦格利安（Aegon Targaryen）跟他的妹妹維桑尼亞（Visenya）及雷妮絲（Rhaenys）從島上發起了一場大規模的征服運動，最終除了多恩（Dorne）及絕境長城以北的地方外，他們征服了整個維斯特洛。幾個世紀以來，伊耿的後代一直都擔任「七王國」的國王。
龍石是個巨大而冷峻的堡壘，佔據了同名島嶼很大的一部分。這座城堡的獨特之處在於，瓦雷利亞的建設者與巫師以龍的形狀雕刻了塔樓，並使用魔法和磚石砌成兇猛滴水嘴獸置於牆壁上。城堡下層被要塞下方深處的殘餘火山活動使其溫暖著。城堡外有一個小港口和城鎮。
在篡奪者戰爭期間，於君臨（King's Landing）遭洗劫之前，正在懷孕的坦格利安皇后雷拉（Rhaella），而她的兒子韋賽里斯（Viserys）與坦格利安艦隊的一部分及忠誠士兵的駐軍一起被送到了龍石島。但是在君臨失守後，勞勃·拜拉席恩（Robert Baratheon）派遣他的弟弟史坦尼斯（Stannis）佔領該島的據點。暴風雨摧毀了皇家的艦隊後，坦格利安的駐軍試圖背叛韋賽里斯及其新生的妹妹丹妮莉絲，轉投到史坦尼斯的陣營（皇后死於難產）。然而威廉·戴瑞爵士（Ser Willem Darry）領導的坦格利安忠誠者們把孩子們帶走。史坦尼斯輕易地征服了龍石，而勞勃國王授予他城堡的所有權。由於他弟弟藍禮（Renly）後來承繼了拜拉席恩家族古老的根據地—風息堡，這使史坦尼斯感到被輕視。史坦尼斯妻子賽麗絲·佛羅倫（Selyse Florent）叔叔之一的阿克塞爾·弗洛朗（Ser Axell Florent），擔任代理城主。
勞勃·拜拉席恩死後，史坦尼斯自稱為維斯特洛的國王，並譴責皇后的孩子為亂倫而生的混蛋，就正如他跟瓊恩·艾林（Jon Arryn）所發現的那樣。龍石島成為他的主要根據地，在黑水河之役（Battle of the Blackwater）的災難性慘敗之後，他回到那裡。他的顧問—亞夏（Asshai）的紅色女祭司梅麗珊卓，試圖說服他讓自己透過鮮血的魔法來喚醒城堡的「石龍（stone dragon）」，但戴佛斯·席渥斯伯爵（Lord Davos Seaworth）說服史坦尼斯向北走到絕境長城以協助守夜人（Night's Watch）。
史坦尼斯放棄了龍石後，遺下代理城主之職給「夜歌城私生子（Bastard of Nightsong）」之稱的羅蘭德·風暴（Rolland Storm）後，攝政皇后瑟曦·蘭尼斯特（Cersei Lannister）派出一支艦隊將其封鎖。但是急於釋出艦隊以保護其位於高庭（Highgarden）家堡的洛拉斯·提利爾爵士（Ser Loras Tyrell），直接攻擊了龍石。他佔領了那座城堡，但失去了一千名男性，而據稱他本人也受了重傷。截至《與龍共舞》，龍石現由忠於提利爾家族（House Tyrell）的軍隊操控，而從理論上說，它再次落入鐵王座（Iron Throne）的控制之下。
在龍石的一個場景設置中，史坦尼斯燒掉七神信仰的木製雕塑，是攝於下坡斯特蘭德的海灘。在劇集的第七季中，龍石的拍攝於西班牙巴斯克自治區的幾個地方取景：在貝爾梅奧的加茲特魯加特的小島、蘇馬亞的伊祖倫海灘（Itzurun Beach），和巴里卡的穆里奧拉海灘（Muriola Beach）。

#### 君臨
君臨（King's Landing）是維斯特洛和「七王國」的皇家首都。君臨的人口估計有100萬，是維斯特洛中人口最多的城市。它坐落於黑水河（Blackwater river）的當場，那是征服者伊耿（Aegon the Conqueror）於維斯特洛開始征服的地方。其主要城市被一堵牆包圍，那是由君臨的都城守備隊（City Watch）操縱著。他們的綽號「金袍子（gold cloaks）」來自於他們所穿的斗篷。在城牆內，這座城市的自然景觀由三個山丘所主導，這三個山丘以伊耿與他的兩位妻妾雷妮絲（Rhaenys）及維桑尼亞（Visenya）的名字命名。貧窮的平民（Smallfolk）於城外建造棚戶區。君臨被描述為人口極其眾多，難看又骯髒的地方。該城市垃圾的惡臭味遠至越過絕境長城也能嗅得到。
皇家城堡稱為紅堡（the Red Keep），座落於伊耿的山丘上，它是朝廷的所在地。堡壘擁有鐵王座（Iron Throne）。伊耿從他擊敗的敵人的劍中獲得寶座的建造委託。根據傳說，由於他認為任何統治者都不應坐得舒適，故他保持著鋒利的刀片。幾個世紀以後，國王們仍會於自己的寶座上被割傷。普遍認為於鐵王座被割傷的人，是被鐵王座「拒絕」，因此不適合統治。
這座城市還擁有貝勒大聖堂（Great Sept of Baelor），那是大主教（Most Devout）跟總主教（High Septon）召開會議的地方，它是七神信仰中最神聖的聖堂（sept）。君臨的貧民窟被稱為跳蚤窩（Flea Bottom），那裡的居民很貧窮，他們經常依靠「棕色碗（bowls of brown）」生存，那是其中可能包括幼犬的肉和謀殺受害者而餚出來的神秘燉肉。作者馬丁把君臨跟中世紀的巴黎或倫敦作比較，其靈感來自於史泰登島的景色，那是他童年時代於新澤西州貝永的家。
第一季的電視改編是以馬耳他的前首都姆迪納為代表君臨。「與君臨一樣，姆迪納是建於山丘上的中世紀城牆，但跟君臨不同的是，姆迪納是內陸城市 – ，因此製作僅限於內部拍攝，例如小巷及奈德·史塔克（Ned Stark）抵達時可以看到的城門。鄰近的马诺埃尔堡翻倍成為貝勒大聖堂，是奈德·史塔克被執行處決時可看到的地方。」馬耳他周圍的各個地點都代表著「紅堡（Red Keep）」，包括馬耳他總統的真實住所—聖安東宮。卡索利堡的大門被翻倍成為紅堡的大門；畢爾古用於艾莉亞·史塔克（Arya Stark）追逐貓兒的場景；而聖多米尼克修道院（St. Dominic monastery）則是用於奈德·史塔克跟瑟曦·蘭尼斯特（Cersei Lannister）於神木林（Godswood）對峙的場景。
「在第二季，君臨及紅堡的拍攝從馬耳他轉到杜布羅夫尼克的歷史遺跡，以及克羅地亞的杜布羅夫尼克城牆、杜布洛尼克（Minčeta）、博卡（Bokar）及羅維里耶納克要塞，從而可以拍攝到更多真實中世紀城牆外部鏡頭的照片。」第三季的部分片段也在那裡拍攝，還有鄰近的特斯特諾。這座城市被譽為「亞得里亞海的明珠」，事實證明它與虛構的首都有著許多共同之處：它有著保存完好的中世紀外觀，高高的圍牆和側面的大海。該節目的執行製片人大衛·貝尼奧夫（David Benioff）表示：「君臨可能是整個劇集中最重要的單一位置，它必須看起來正確」，和「當我們開始在城牆周圍走動的那一刻，我們知道就是那樣。當你閱讀了小說中的描述，然後來到杜布羅夫尼克，那才是真正的城市。 它擁有波光閃閃的大海、陽光和美麗的建築。」聯合執行製片人D·B·魏斯補充說：「要找到一個完整的，保存完好無損的中世紀城牆，且實際上看起來非同尋常地就像君臨一樣的地方，我們的劇集大部分設定於此，這本身就是一個了不起的發現」。第一季的比武大會攝於北愛爾蘭的沙恩城堡。
紅堡的內部是攝於貝爾法斯特的工作室The Paint Hall。佈景設計師珍瑪·積遜（Gemma Jackson）說，「當我想到君臨時，其整個紅色部分使我立即想到拉賈斯坦邦，（君臨）地下是來自羅馬的萬神殿。」馬丁說：「我們的王座房間是壯觀的寶座室—實際上，我們專為另一部電影的製作而修整了寶座室。而它再次佔據了工作室的四分之一空間，所以它是很大的地方，但在我心目中（小說裡），它就是西敏寺，它就是聖保羅大教堂。」

### 多恩 (Hispaniae)
- 維斯特洛南部人口最稀少的土地。陽戟城中央是統治多恩（Dawn黎明）的馬泰爾家族的故鄉。郊外是水上花園，是馬特爾家族的夏宮。從多恩邊境的高山（紅山）到大陸南海岸就是多恩。北邊是黎明海，東邊是踏腳石群島（StepstoneIslands），南邊是夏日海。它是維斯特洛最熱的地區，多岩石、多山、乾旱的氣候和大陸上唯一的沙漠。但河流周圍肥沃的土地使多恩適宜居住。內陸地區，水如金，水井戒備森嚴。主要城堡包括戴恩家族的星落城堡和馬泰爾家族最強大的旗人艾恩伍德家族的艾恩伍德城堡。

- 多恩家族以熱情而聞名。由於過去逃離埃索斯瓦雷利亞的洛恩（Lhoyne）人大規模遷徙，多恩人在文化和種族上與其他維斯特洛不同。許多洛印習俗，例如男女平等的長子繼承製，也被納入其中。多恩是維斯特洛唯一一個成功抵抗征服者伊耿的王國。然後，在征服戰爭一個多世紀後，它通過通婚成為七大王國的一部分。這給了黎明一些獨立性。統治多恩的馬泰爾家族領主在羅恩傳統中稱自己為“王子”或“公主”。出生於多恩的貴族私生子的姓氏為“沙”。

- 據說多恩/黎明人分為三種類型。 “鹽多恩人”居住在沿海地區，洛恩血統顏色最深，橄欖色皮膚，黑髮。 “沙多恩人”生活在沙漠和河岸，皮膚較黑，頭上戴著圍巾遮擋陽光，但經常被曬黑。「磐石多恩人」是洛恩人中最瘦弱的人，生活在北方的山區，皮膚白皙，頭髮棕色或金色，擁有濃厚的安達爾人和原住民血統。

- 由於氣候乾旱和洛恩人的影響，《黎明》是以倭馬亞王朝統治後的西班牙為藍本拍攝的，劇集中的場景也在西班牙拍攝。

## 厄斯索斯
分為四大地區：
- 自貿城地區
  - 古安達爾王國二城區（布拉沃斯、潘托斯）
  - 洛伊拿王國十城區（洛拉施島、諾沃斯、黃金地帶、密爾、橘濱、沃蘭提斯、未定地、呂絲島、階石群島、泰羅施）
- 中部地區
  - 瓦雷利亞二城區（北瓦、南瓦礁遺址）
  - 沙諾爾王國七城區（沙諾爾、蔻霍爾、艾沙利亞/娃愛士卡多克、多什拉基海、娃愛士多什拉克、伊菲葵沃、伊本島）
  - 十六娃愛士(Vaes 16)

1. 格拉達喀
2. 勾、寇夷
3. 喀多喀
4. 凱沃
5. 雷西
6. 阿忒吉喀利
7. 雷葛色
8. 嗲服
9. 阿雷沙克
10. 艾芙
11. 梅嘉兒
12. 吉尼
13. 龍貓
14. 旭落西
15. 歐、維克
16. 蔻沙兒

- 東部地區
  - 吉斯帝國七城區（沃那許、拉扎爾、彌林、淵凱、阿士塔波、舊吉斯、新吉斯）
  - 喀爾施三城區（喀爾施、巴雅沙娃、紅色荒地）
- 未開發地區。

### 自由貿易城邦
里斯、密爾、潘托斯、布拉沃斯、洛拉斯、諾沃斯、蔻霍爾、瓦蘭提斯（沃蘭提斯）和泰洛什九座城市。這些獨立的城邦位於埃索斯大陸西部，要么是島嶼上，要么是大陸海岸。自由城以東的山脈將西海岸與多斯拉克海的平原隔開，但多斯拉克人可以通過山脈之間的峽谷到達自由城。
許多自由城市曾經是古代瓦雷利亞永恆帝國建立的殖民地，但在瓦雷利亞末日之後宣布獨立，因此這些城市的語言是高級瓦雷利亞語的衍生語言。
自由貿易城邦還延伸至烙印河谷。該盆地是烙印人的家園，他們崇拜烙印河為“烙印母親”。烙印河支流的源頭位於安達盧斯，即安達爾人的故鄉，位於布拉沃斯和本都之間。烙印河（Rhoyne River）向南流過盜賊隱藏在島後的湖泊，匯聚了更多的支流，注入瓦蘭提斯附近三角洲的夏季海。

#### 布拉沃斯（Istanbul/Venice勇者港都）
它是唯一一個不是瓦雷利亞殖民地的自由城市，而是由逃離瓦雷利亞擴張的難民秘密建造的。一座由 100 多個島嶼組成的城市，分佈在埃索斯大陸西北邊緣的一個潟湖上，狹海和地震海在此交匯。它還以其巨大的堡壘布拉沃斯巨人而聞名。布拉佛斯的統治者被稱為海王，這座城市的權力和財富依賴於海洋。商船航行到許多遙遠的地方，將貿易貨物和財富帶回家鄉。布拉佛斯有很多放債人，鐵金庫將資金流向外國，包括七大王國。
布拉佛斯人穿著顏色鮮豔的衣服，而那些有錢有勢的人則穿著黑色或帶有一絲黑色的深藍色衣服。布拉佛斯還因高級妓女而聞名。所有的妓女都有船屋和僕人，許多歌謠頌讚名妓的美麗。金匠的禮物如雨點般落下，工匠們乞求贊助。貴族、富商不惜重金，只為在各種場合相伴。前布拉佛斯第一劍士西里奧·佛瑞爾向艾莉亞·史塔克傳授布拉佛斯獨有的劍術《水之舞》。此劍法是劍術的高級形式，劍士側身站立，揮舞細劍。這座城市充滿了好戰的刺客，他們在決鬥中炫耀自己的技能。
幫助艾莉亞的神秘刺客賈昆·赫加爾是以布拉佛斯“黑白宅邸”為中心的刺客公會“無面者”的成員。
此城以威尼斯為藍本。
該劇在馬耳他韋爾達拉宮的伊利里歐·莫帕蒂斯豪宅中拍攝場景

#### 本都（Damascus潘托斯）
是西部海灣的一個大型貿易港口。這座城市以方形磚塔為主，由被稱為魔導師的實際權力選出的王子領導。偶爾，卡拉查人（部落）從多斯拉克海遠道而來，但通過向他們的卡爾（酋長）進貢，他們可以避免入侵。潘托斯人將鬍鬚染成分叉的髮尾。與許多自由城市一樣，奴隸制是非法的，但富有和有權勢的居民可以藐視法律，將他們的僕人鎖在青銅鐐銬上。伊利里歐·莫帕提斯是一位住在這裡的富商。
其他自由城市

#### 洛拉施
它是北部群島的一個港口城市。賈昆·赫加爾有一頭長髮，一側染成紅色，另一側染成白色，偽裝成洛拉施。

#### 萊斯（利西亞）
這是一座橫跨南部島嶼的城市。與其他自由城居民不同，萊斯人身材高大、皮膚白皙、藍眼睛。以其歡樂殿堂而聞名，接受過愛情藝術訓練的奴隸被當作情婦和性奴隸出售。經常與其他國家就斯蒂芬群島和其他有爭議的領土發生爭端。丹妮莉絲的僕人多利亞和海盜薩拉多·瑟恩都是利西亞人。艾德里克·斯托姆和他的騎士衛隊躲藏起來。

#### 米亞
一座沿海城市，以其鏡片製造商、精美編織的蕾絲和美麗的地毯而聞名。邁里安人與諾沃斯人和潘托斯人一樣，都是深色眼睛和深色皮膚，由富有的商人統治，並向多斯拉克卡拉扎人進貢。米亞是奴隸和淡綠色飲料花蜜的貿易中心。經常與其他國家爭奪有爭議領土的控制權。魯羅爾的牧師索羅斯來自米亞。

#### 諾沃斯
一座從西海岸進入大陸內陸的城市，從高山延伸到河邊低地。城內有三座大鐘，各有自己的名字和音調。郊區山丘起伏，有梯田和粉刷成白色的村莊，氣候溫和。諾沃斯男人留著染色且彎曲的鬍鬚。這座城市由一個由富商組成的委員會統治，他們向每一位路過的多斯拉克卡拉扎人致敬。這裡還有訓練精銳守衛的大鬍子導師。守衛們宣誓服從，並認為自己與獨特的長斧結婚。多蘭（Doran）馬爹利的妻子梅拉里奧（Merario）和多蘭的保鏢阿里奧霍特（Ario Hotter）都來自諾沃斯。

#### 蔻霍爾（Baghdad）
位於大陸內蔻霍爾(Qohor)廣闊的森林中。它以其美麗的壁掛和能夠將瓦雷利亞鋼重新鍛造成不同顏色的劍匠而聞名。該城的主神是黑山羊。自從三千之戰，當三千純潔軍團（無辜軍團）擊敗了兩萬五千多斯拉克騎兵之後，這座城市就一直只有純潔軍團來保衛。為了紀念多斯拉克人向守軍剪掉辮子的貢品，守軍將人髮綁在他們的長矛上。

#### 泰洛施（Persepolis/Crete)
這是一個沿海城邦，由一位臭名昭著的貪婪執政官統治。用梨白蘭地換取奴隸。遊樂屋有很多，但沒有一個像萊斯那樣有名。盔甲匠製作形狀奇特的精緻盔甲。這個地區是僱傭僱傭兵的好地方。經常捲入斯蒂芬群島和有爭議領土的爭端。泰洛施人有分叉的鬍鬚和尖尖的、顏色鮮豔的小鬍子。僱傭兵隊長達里奧·納哈里斯的出生地。

#### 瓦蘭提斯（Casablanca）
它是最古老的自由城市，位於埃索斯大陸西南部，靠近奴隸灣，烙印河河口。貿易奴隸、玻璃器皿和葡萄酒。它由三名當選的統治者統治。許多瓦蘭提斯僱傭兵的臉上都有紋身。主人經常給他們的奴隸和僕人紋身。這裡是 HBO 電視劇中出現的治療師塔莉莎的出生地。

### 厄斯索斯中部

#### 中央埃索斯
本節介紹了丹妮莉絲·坦格利安在《權力的遊戲》和《列王的紛爭》中前往奴隸灣之前經過的自由城邦以東的埃索斯地點。

#### 瓦雷利亞
瓦雷利亞是埃索斯中南部的一個半島，奴隸灣以西。在瓦雷利亞末日之前，它是瓦雷利亞自由堡的所在地，這是一個擁有數千年曆史的龐大帝國。瓦雷利亞人的特點是銀色的頭髮和紫色的眼睛。瓦雷利亞被稱為“永久業權”，因為每個擁有土地的人都可以投票選舉他們的領導人。瓦雷利亞人還利用奴隸開採十四火焰火山，這是一系列富含礦石的火山。他們征服了吉斯卡人和洛伊拿人，並建立了除布拉佛斯外的所有自由城市。他們通過龍族知識做到了這一點。許多瓦雷利亞人騎著龍。最終，一場被稱為“瓦雷利亞末日”的事件顯然涉及十四火焰的猛烈噴發，摧毀了自由堡並使瓦雷利亞成為一個群島。坦格利安家族擁有古老瓦雷利亞的血統，他們在末日來臨之前逃脫了。

#### 奴隸灣
奴隸灣位於多斯拉克海以南，拉扎爾以西，距自由城以東數千里，面臨夏日之海。氣候悶熱難受。共有三個港口城邦，分別為淵凱、彌林（Myereen）、阿斯塔波（Astapor）。這些城市是在古代吉斯卡里帝國的廢墟上建造的，在《冰與火之歌》事件發生數千年前，吉斯卡里帝國是瓦雷利亞的競爭對手，但後來被摧毀。目前墨西哥灣沿岸的居民是混血兒，操帶口音的瓦雷利亞語。它的經濟嚴重依賴奴隸勞動和奴隸貿易。奴隸經常受到虐待，但公民卻過著奢侈的生活。
在這三個城市中，職業軍人都穿著奇形怪狀的服裝和髮型，犧牲了戰鬥力。在實際戰鬥中，三座城市嚴重依賴各自的奴隸和僱傭兵軍隊。

#### 阿斯塔波（Carthage)
阿斯塔波是三個城市中最富有的城市，也是世界上唯一可以購買完美軍團的地方。這些被奴役的士兵吸引了巨額投資，為被稱為“好主人”的奴隸販子帶來了巨額利潤。這座城市本身古老而破敗，周圍是搖搖欲墜的紅磚圍牆，不再有守衛。城市的主要建築是海灣海濱的巨型磚砌金字塔、藍天下的奴隸市場、無污染軍團列隊的地方，以及用作居民聚會場所的驕傲廣場。在<驕傲廣場>內，矗立著古代吉斯卡利帝國的象徵——鷹身女妖（私利奴）的雕像。雖然阿斯塔波的輝煌歲月早已一去不復返，但它卻是一個富裕而強大的貿易中心，擁有無數的奴隸，巨大的競技場，以及角斗士和無玷軍團奴隸的訓練場，它是中心。無玷軍團是一支由被閹割的步兵組成的軍團，他們戴著頂部帶有尖刺的青銅頭盔，至死不渝地服從命令。每天都會有一個新的奴隸名字來提醒他自己的無用。當城市遭到攻擊時，無垢軍團會守衛城牆。
丹妮莉絲·坦格利安接管了無污染軍團，並命令他們殺死所有成年奴隸販子和士兵。當他離開城市時，他將權力交給了自由民協會，但數千名自由民追隨丹妮莉絲來到淵凱。克里昂曾是一名屠夫，他挫敗了主人奪回權力的計劃，並成為阿斯塔波國王。

#### 雲凱(Cyreneca)
它是奴隸灣三座城市中最小的一個，雖然它不與純潔軍團進行貿易，但兩者都像彌林一樣，以其飢餓奴隸的競技場和妓院而聞名。建築風格與阿斯塔波相似，但規模較小，用黃磚代替紅磚。淵凱奴隸販子被稱為“智者大師”。由於這座城市沒有完美軍團，它依靠一支由大約 4,000 名職業士兵和奴隸組成的軍隊，以及至少 1,000 名僱傭兵進行防禦。與吉斯卡里人一樣，淵凱士兵也穿著不實用的衣服，他們的頭髮被塗油並梳成古怪的形狀，這削弱了他們的戰鬥力。

#### 彌林(Alexanderia)
彌林是三個奴隸制城市中最大的，其人口相當於阿斯塔波和淵凱的人口總和。建築物的建築風格與其他兩座城市相同，但磚塊顏色不同。引人注目的建築是被稱為大金字塔的巨大金字塔和頂部有金色圓頂的三美女神神廟。它有許多寺廟，這對於吉斯卡里城市來說是不尋常的。彌林的奴隸販子被稱為偉大大師。他們裝備的長矛兵身穿華麗的傳統吉斯卡里制服，配有銅片和高達 14 英尺（4.2 米）的長矛。

### 厄斯索斯東部
東埃索斯

#### 多什拉基海
多什拉克人居住的廣闊平坦的平原。多什拉基人是古銅色皮膚的游牧戰士（影射蒙古），講自己的多什拉基語言，並擁有獨特的文化。多什拉克人生活在稱為卡拉查的部落單位中，每個部落單位都由一位稱為卡爾的酋長領導。卡拉查人被分為稱為“卡斯”的群體，每個群體都由一位名為“科特”的酋長領導。多什拉基人是熟練的騎手，馬是多什拉基文化中最重要的實體，用於食物、運輸、原材料、戰爭和社會地位。他們經常掠奪其他種族，例如拉扎爾人。
唯一持久存在的多什拉基城市稱為娃愛士多什拉克(Vaes Dothrak)，它是多斯拉克的首都。城市裡到處都是從多什拉基人襲擊的城市中奪取的雕像。有一條法律禁止在城市範圍內流血，違反該法律的人將受到詛咒。城門口，兩匹巨大的青銅駿馬，蹄子懸空，形成一個拱門。

#### 拉扎爾
多斯拉克海以南的半乾旱土地。一片草地和丘陵地區，居住著拉扎爾人，這是一個和平的種族，有著古銅色的皮膚、扁平的臉和杏仁狀的眼睛。他們大多是牧羊人，被多斯拉克人稱為羔羊人，他們經常被多斯拉克人掠奪。拉扎爾派崇拜一位名為“大牧人”的神，並相信所有人類都是羊群的一部分。

#### 喀爾施Qarth（Aden)
位於埃索斯大陸東南部，俯瞰連接〈夏海〉與〈玉海〉的海峽。一座連接東西南北的商業和文化橋樑的城市。這座建築彰顯其財富，成為一道壯麗的風景。周圍有三堵牆，每堵牆高30英尺（9米）、40英尺（12米）和50英尺（15米），每堵牆都有不同的動物、戰爭場景和男女之間不同的交流。與雕塑這座城市的建築呈玫瑰色、紫羅蘭色和琥珀色。高大、細長的塔樓聳立在城市上空，噴泉裝飾著每個廣場。成千上萬的鳥兒、樹木和鮮花充滿了這座城市。
喀爾施人被描繪成身材高大、皮膚白皙的人，身著亞麻、絲綢和虎皮，女性穿著暴露一側乳房的長袍，男性穿著串珠絲綢裙子。奴隸為喀爾茲人服務。純種人是古代國王和王后的後裔，統治著這座城市並負責保衛它。三大富商集團與純人爭奪城市的控制權。共有三個團體：十三會、碧璽會、遠古調味品公會（Ancient Condiment Guild）。
喀爾施以其藍唇黑法師而聞名，他們在整個東方仍然令人畏懼和尊敬，但他們的力量和威望多年來一直在衰落。喀爾施也是一個名為“哀悼者”（“Sorrowful Men”）的刺客公會的所在地。

### 厄斯索斯未開發之地
故事中提到但沒有直接出現的區域。其中許多國家遠離維斯特洛，除了名字之外鮮為人知，其中包括許多僅在未翻譯的《冰與火之歌的世界》一書中提到的土地。

#### 阿夏
它通常被稱為“阿謝觸摸陰影”（“陰影下的阿謝”），是埃索斯大陸遠東、多斯拉克海以南的一座港口城市。前往亞夏有時被描述為“在陰影下經過”。阿夏是面向玉海的繁華貿易站，出口黑紫水晶、琥珀和黑曜石（龍玻璃）。這裡儲存著許多秘密知識。這裡似乎比其他任何地方都流傳著更多關於龍的傳說。亞夏也是維斯特洛學士的故鄉。 《亞夏古書》中還記載了“亞所亞亥”（“Azor Ahai”）的預言，為魯羅爾（Rulah）崇拜者所相信。亞夏及其居民在其他土地上享有不祥的聲譽。亞夏人皮膚蒼白，通常是紅髮，而且面容黝黑、沉重。多斯拉克人相信亞夏人是暗影蛋。包含暗影之地和亞夏的地區有時簡稱為暗影。

#### 夷地
魁爾斯以東的一塊土地，橫跨山脈和海峽。東南方與暗影之地接壤。對於維斯特洛的人們來說，夷地的土地和人民只是傳聞。然而，在埃索斯以西的城市，例如維斯多斯拉克，可以看到夷族人戴著猴尾製成的帽子。他們崇拜一位名叫「夜獅」的神，並且擁有明亮的眼睛。它具有獨特發達的先進文明和悠久的歷史，是仿照以中國為中心的遠東地區而設計的。根據《冰與火之歌世界》中的描述，黃色、藍綠色、猩紅色、紫色、珍珠色、深紅色、翡翠色、靛藍色、灰色、橙色和深藍色在瓦雷利亞盛行於西方時已經存在了數千年。據說，以顏色命名的王朝已更替了11個，冰與火時代由青色王朝第十七位皇帝布蓋統治。

#### 喬戈斯·奈
伊提以北的廣闊平原和居住在那裡的游牧民族。 《冰與火之歌世界》中曾被提及。伊提帝國經常試圖將該地區置於自己的控制之下，但大多數情況下都是不成功或暫時的。這種關係類似於中國歷代王朝與蒙古等北馬民族的關係。它與多斯拉克海之間隔著一座山脈，儘管這片土地上的人們很少來到山脈以西，但在奴隸灣的城市裡，奴隸和角斗士中卻有少數人發現他們的身影。

#### 伊本
漂浮在北海中的一組島嶼，與埃索斯大陸隔鯨灣相望。最大的島嶼是伊芙島，有伊本港和伊芙諾爾市。瓦雷利亞曾經由一位被稱為神王的君主統治，瓦雷利亞陷落後，它由貴族、牧師和富商組成的影子議會統治。提利昂在劇中提到這裡是猛獁像出沒的地方，這個名字後來出現在小說中。

#### 陰影之地
遠東陸地。位於已知世界的東部邊緣，毗鄰或超越亞夏。西方世界有各種各樣關於暗影之地的故事，但尚不清楚有多少是真實的。據說石化龍蛋來自暗影之地，而龍本身也起源於暗影之地。多斯拉克人相信，幽靈草覆蓋著陰影之地，它的莖在黑暗中發光，而且長得比馬背上的還要高。出生在這片土地上的人被稱為影子人，他們全身佈滿紋身，戴著紅漆木面具。他們被描繪成沉思和可怕的存在。他們中的一些人使用血魔法，使用需要血祭的法術。暗影之地和亞夏通常被統稱為暗影。

#### 食人金沙
直譯就是食人者的沙漠。暗影之地北邊的沙漠。顧名思義，據說這里居住著一個以人肉為食的部落。它在《冰與火之歌的世界》中被提及，但沒有出現在翻譯中。

#### 灰色廢物
一片灰色的荒原。暗影之地北邊的沙漠。不知道這個地方的東邊是什麼。它在《冰與火之歌的世界》中被提及，但沒有出現在翻譯中。

#### 莫索維
喬戈斯奈以東，灰色荒原以北，這是北海沿岸的一片森林地區。七大王國的祭司提到世界的盡頭就在這片森林的邊緣，但森林之外到底是什麼卻無人知曉。它在《冰與火之歌的世界》中被提及，但沒有出現在翻譯中。

#### 千島群島
直接翻譯一千個島嶼。莫索維沿海帶的島嶼。已知世界的東北邊緣。據信這里居住著綠皮膚的居民。它在《冰與火之歌的世界》中被提及，但沒有出現在翻譯中。

## 索斯羅斯
在厄斯索斯的南部就是「索斯羅斯（SothoryOs）南奧斯」的大陸（在小說早期中誤寫為『Sothoros』）。索斯羅斯是已知世界的第三大洲，地域遼闊，瘟疫纏身，被叢林所覆蓋，並且基本上是未被開發的。據報導，它就如厄斯索斯一樣大，被來自瓦雷利亞末日浩劫前的瓦雷利亞龍王—傑妮娜拉·貝勒里斯（Jaenara Belaerys）形容為「沒有盡頭的土地」。
該大陸是於2000年《劍刃風暴》的地圖上首次被命名，上面顯示著城市夷林（Yeen）及夷門塔（Zamettar）。其敘述首先出現在2005年《群鴉盛宴》所指的大陸。馬丁在2002年把索斯羅斯形容為「大致相當於非洲的南部大陸，林木茂密並飽受瘟疫困擾，而且基本上尚未開發。」小說幾乎沒有提供其他相關信息。索斯羅斯的沼澤性質被《與龍共舞》中的維克塔利昂·葛雷喬伊（Victarion Greyjoy）簡要地提及，據說索斯羅斯的柚木是用作造船。海盜船的道路沿著該大陸的北部海岸延伸。《與龍共舞》是指索斯羅斯人的疾病，是關於「財多身子弱」的淵凱（Yunkai）奴隸販子亞贊·佐·誇格茲（Yezzan zo Qaggaz）。維克塔利昂將某些人形容為「就像索斯羅斯的猿猴一樣矮胖和多毛」，還有在《與龍共舞》中，一些人於達茲納克競技場（Daznak's Pit）為丹妮莉絲（Denerys）的娛樂而戰，他們被描述為「從索斯羅斯叢林中被剝皮的半人」。馬丁說，跟小說中的其他民族不同，索斯羅斯的有血有肉的人是純粹幻想的構造。

## 烏爾特斯
地圖集《冰與火之地》還顯示了一塊名為「烏爾特斯（Ulthos）」北端的陸地，那是位於厄斯索斯以南及索斯羅斯以東的地方。當被問及這是否另一片大陸時，馬丁回答說：「嗯，這是一個很大的陸地。關於『大陸』而非『大島』的正式定義，我有點不清楚。同樣於烏爾特斯的大小上，畢竟它是在已知世界的邊緣。未發現的地域等等。」

### 第一手來源
1. ↑  A Game of Thrones，Arya I, p. 71.
2. 1 2  A Game of Thrones，Appendix: House Martell, p. 830.
3. ↑  A Game of Thrones，Bran VII, pp. 737–739.
4. 1 2  A Game of Thrones，Jon VIII, p. 656.
5. 1 2 3  A Game of Thrones，Bran IV, pp. 239–240.
6. 1 2  A Feast for Crows，Cersei VI, p. 600.
7. ↑  A Game of Thrones，Appendix: House Targaryen, p. 832.
8. 1 2  A Game of Thrones，Map.
9. ↑  A Game of Thrones，Bran I, p. 14.
10. 1 2  A Game of Thrones，Eddard I, p. 41.
11. 1 2  A Storm of Swords，Bran III, p. 546.
12. 1 2  A Clash of Kings，Bran III, p. 329.
13. ↑  A Clash of Kings，Appendix: The King in the North, p. 985.
14. ↑  A Game of Thrones，Catelyn V, pp. 633–635.
15. ↑  A Dance with Dragons，Jon I, p. 53.
16. 1 2 3 4 5  A Game of Thrones，Catelyn VI, p. 369.
17. ↑  A Game of Thrones，Catelyn II, p. 58.
18. 1 2  A Game of Thrones，Eddard I, pp. 42–43.
19. 1 2 3  A Storm of Swords，Map.
20. ↑  A Storm of Swords，Bran IV, p. 770.
21. 1 2  A Storm of Swords，Samwell II, p. 450.
22. ↑  A Game of Thrones，Jon VI, p. 520.
23. ↑  A Storm of Swords，Jon IV, pp. 405–406.
24. 1 2 3  A Game of Thrones，Jon III, pp. 184–186.
25. ↑  A Storm of Swords，Bran III, p. 550.
26. ↑  A Game of Thrones，Jon IX, p. 784.
27. ↑  A Storm of Swords，Jon V, p. 557.
28. ↑  A Game of Thrones，Eddard I, p. 46.
29. ↑  A Storm of Swords，Samwell V, p. 1077.
30. ↑  A Game of Thrones，Tyrion III, p. 206.
31. ↑  A Feast for Crows，Map.
32. 1 2 3 4  A Game of Thrones，Appendix: House Greyjoy, pp. 827–828.
33. 1 2  A Clash of Kings，Theon I, pp. 165–166.
34. ↑  A Clash of Kings，Theon I, p. 917.
35. ↑  A Storm of Swords，Tyrion IV, p. 439.
36. ↑  A Storm of Swords，Jon VI, p. 664.
37. ↑  A Clash of Kings，Theon I, p. 169.
38. ↑  A Game of Thrones，Catelyn IX, p. 649.
39. ↑  A Feast for Crows，Alayne, Chapter 41.
40. ↑  A Storm of Swords，Prologue, p. 12.
41. ↑  A Clash of Kings，Davos I, p. 161.
42. ↑  A Storm of Swords，Tyrion V, p. 528.
43. 1 2 3  A Dance with Dragons，The Iron Suitor, pp. 744–746.
44. 1 2 3  A Feast for Crows，The Iron Captain, p. 365.
45. 1 2  A Dance with Dragons，Daenerys V, p. 395.
46. ↑  A Dance with Dragons，Tyrion X, p. 628.
47. ↑  A Dance with Dragons，Tyrion XI, p. 756.
48. ↑  A Dance with Dragons，Daenerys IX, p. 693.

### 第二手來源
1. 1 2  . eventhorizon.com. 1999-03-18  [2012-06-09]. （原始内容存档于2000-10-05）. The 7 kingdoms usage of course dates from the time of Aegon the conqueror. At that time, there was the King in the North[錨點失效] (1), the King of Mountain and Vale (2), the King of the Rock (3), the King of the Reach (4), the Storm King (5), the King of the Iron Islands, who also ruled the riverlands (6), and the kingdom of Dorne, which was ruled by a prince (7).
2. ↑  Schweitzer, Darrell. . Weird Tales. 2007-05-24  [2012-01-21]. （原始内容存档于2012-04-04）.
3. ↑  Hibberd, James. . Entertainment Weekly. 2011-07-12  [2012-01-21]. （原始内容存档于2012-04-04）.
4. ↑  Whalen, Andrew. . iDigitalTimes.com.   [2017-05-27].[永久]
5. ↑  Poniewozik, James. . 時代雜誌. 2011-04-20  [2012-01-21]. （原始内容存档于2018-10-21）.
6. ↑  Orr, David. . The New York Times. 2011-08-12  [2012-01-21]. （原始内容存档于2012-04-05）.
7. 1 2 3  Zadravec, Goran. . mezmera.posluh.hr. December 2003  [2012-01-21]. （原始内容存档于2012-04-19）.
(Interview approved by GRRM （页面存档备份，存于）.)
8. ↑  Martin, George R. R. . Westeros.org. 2008-04-15  [2012-05-05]. （原始内容存档于2012-07-07）.
9. ↑  Redman, Bridgette. . book.consumerhelpweb.com. May 2006  [2012-01-21]. （原始内容存档于2012-04-04）.
10. ↑  Harte, Bryant. . Indigo Books and Music. 2011-07-12  [2012-02-15]. （原始内容存档于2012-04-04）.
11. 1 2  . Game of Thrones. HBO. 2013-03-26  [2019-03-07]. （原始内容存档于2019-05-17） –YouTube.
12. 1 2  Miller, Laura. . The New Yorker. 2011-04-11  [2010-04-23]. （原始内容存档于2012-04-04）.
13. 1 2  . Deep Magic. 2005, 41: 19–21.
14. ↑  Patrick. . sffworld.com. 2006-05-17  [2012-01-21]. （原始内容存档于2012-04-05）.
15. 1 2  Browning-Blas, Kristen. . The Denver Post. 2012-06-03  [2012-06-12]. （原始内容存档于2012-06-17）.
16. 1 2 3 4 5 6 7 8 9 10 11 12 13  Roberts, Josh. . ABC News. 2012-04-01  [2012-04-18]. （原始内容存档于2012-06-09）.
17. ↑  . BBC News. 2009-10-23  [2012-04-11]. （原始内容存档于2016-08-17）.
18. ↑  Jennings, Mike. . Den of Geek. 2012-02-29  [2012-03-01]. （原始内容存档于2012-03-04）.
19. ↑  . Making Game of Thrones. HBO. 2010-09-23  [2011-12-04]. （原始内容存档于2016-03-26）.
20. 1 2 3 4  Lacob, Jace. . The Daily Beast. 2011-04-04  [2012-01-09]. （原始内容存档于2016-08-17）.
21. 1 2  MacLaurin, Wayne. . SF Site. November 2000  [2012-01-21]. （原始内容存档于2012-04-04）.
(Interview approved by GRRM （页面存档备份，存于）.)
22. 1 2 3  George R. R. Martin. . TIFF Bell Lightbox.  事件发生在 13:00 min. 2012-03-12  [2012-04-01]. （原始内容存档于2012-05-29） –YouTube.
Transcript summary available by Ippolito, Toni-Marie. . thelifestylereport.ca. 2012-03-13  [2012-03-22]. （原始内容存档于2012-04-04）.
23. 1 2  Roberts, Josh. . smartertravel.com. 2012-03-26  [2012-03-27]. （原始内容存档于2012-04-04）.
24. ↑  Cogman, Bryan. . Making of Game of Thrones. HBO.   [2011-05-26]. （原始内容存档于2016-03-25）.
25. 1 2  Duecy, Erica. . Fodor's. 2012-03-26  [2012-04-12]. （原始内容存档于2012-04-13）.
26. 1 2  . Skyscanner.net.   [2015-06-16]. （原始内容存档于2015-06-21）.
27. ↑  Martin, George R. R. . Westeros.org. 2002-02-28  [2012-06-19]. （原始内容存档于2012-06-20）.
28. 1 2  Martin, George R. R. . Westeros.org. 1999-05-22  [2012-06-19]. （原始内容存档于2012-06-28）.
29. ↑  . Game of Thrones Viewer's Guide – Season 2. HBO.   [2012-05-07]. （原始内容存档于2018-07-20）.
30. ↑  . Game of Thrones Viewer's Guide – Season 2. HBO.   [2012-05-07]. （原始内容存档于2019-04-17）.
31. ↑  . Game of Thrones Viewer's Guide – Season 2. HBO.   [2012-05-07]. （原始内容存档于2019-04-17）.
32. 1 2  . Game of Thrones Viewer's Guide – Season 2. HBO.   [2012-05-07]. （原始内容存档于2019-04-17）.
33. ↑  Martin, George R. R. . Westeros.org. 2000-11-11  [2014-08-28]. （原始内容存档于2014-09-04）.
34. ↑  Williams, Mark London. . Below the Line.   [2011-05-26]. （原始内容存档于2011-05-29）.
35. 1 2  Ryan, Maureen. . AOLTV.com. 2011-04-13  [2012-04-12]. （原始内容存档于2015-09-23）.
36. ↑  Martin, George R. R. . grrm.livejournal.com. 2008-05-29  [2012-06-27]. （原始内容存档于2012-03-04）.
37. ↑  . Westeros.org. 2005-08-05  [2014-08-25]. （原始内容存档于2014-08-26）.
38. ↑  . UTV News.   [2012-04-02]. （原始内容存档于2012-04-06）.
39. ↑  . ABC World News Tonight. 2014-04-18  [2019-05-30]. （原始内容存档于2014-04-27）.
40. ↑  . dubrovacki.hr. 2012-07-04  [2012-07-05]. （原始内容存档于2012-07-06）.
41. ↑  . Making Game of Thrones. HBO.   [2012-04-02]. （原始内容存档于2012-03-21）.
42. ↑  Cogman, Bryan. . Making Game of Thrones. HBO. 2010-10-13  [2012-01-08]. （原始内容存档于2016-03-25）.
43. ↑  . Making Game of Thrones. HBO. 2010-07-29  [2011-12-04]. （原始内容存档于2016-03-28）.
44. ↑  Martin, George R. R. . Westeros.org. 2002-03-26  [2010-10-20]. （原始内容存档于2011-03-14）.
45. ↑  Martin, George R. R. . grrm.livejournal.com. 2012-02-05  [2012-05-05]. （原始内容存档于2016-03-07）.
46. ↑  Martin, George R. R. . grrm.livejournal.com. 2012-11-15  [2012-11-16]. （原始内容存档于2012-11-20）.
47. Smith, Oliver. . The Telegraph.   [2017-07-21]. （原始内容存档于2017-01-02）.
48. Martin, George R. R. . Westeros.org. 1999-02-07  [2012-06-19]. （原始内容存档于2013-01-18）.
49. Frankel, Valerie Estelle. . McFarland & Company. 2014-04-14: 47  [2015-06-11]. （原始内容存档于2021-12-31） –Google Books.
50. Martin, George R. R. . Not a Blog.   [2011-05-26]. （原始内容存档于2011-07-21）.
51. Itzkoff, Dave. . The New York Times. 2010-04-08  [2012-01-07]. （原始内容存档于2012-01-06）.
52. Cogman, Bryan. . Making Game of Thrones. HBO. 2010-08-05  [2012-01-14]. （原始内容存档于2012-03-15）.
53. Cogman, Bryan. . Making Game of Thrones. HBO.   [2011-06-08]. （原始内容存档于2016-03-28）.
54. Martin, George R. R. . Westeros.org. 2000-08-26  [2012-06-19]. （原始内容存档于2012-06-21）.
55. Martin, George R. R. . grrm.livejournal.com. 2012-11-01  [2012-11-16]. （原始内容存档于2020-01-06）.
56. Martin, George R. R. . Westeros.org. 2002-11-09  [2012-06-20]. （原始内容存档于2012-06-20）.
57. Martin, George R. R. . Westeros.org. 2002-06-12  [2012-05-05]. （原始内容存档于2013-01-27）.

## 外部連結
- 地理（页面存档备份，存于）－Wiki of Ice and Fire
- 冰與火的世界（页面存档备份，存于）－冰與火之歌中文維基